# Населення Києва
Київ — найбільше місто в Україні та сьоме в Європі за кількістю жителів, станом на 1 грудня 2019 року його населення становило 2,966 млн. (майже 7 % населення України). За останні десять років населення міста зросло майже на 10 %, збільшуючись у середньому на 20—25 тис. осіб щорічно. У 2014 р. чисельність населення Києва збільшилася на 19,7 тис. за рахунок природного й міграційного приросту.
У 2009 році Інститут демографії та соціальних досліджень НАНУ оцінював сукупне населення Києва, разом з незареєстрованими громадянами, у 3 144 тис. осіб. Разом з передмістями Київ утворює Київську агломерацію із сукупним населенням понад 4 млн мешканців[джерело?].
|                                   | 2014     |   | 2015     |
| --------------------------------- | -------- | - | -------- |
| кількість народжених              | 34 821   | ▲ | 35 558   |
| коефіцієнт народжуваності         | 12,1     | ▲ | 12,3     |
| кількість померлих                | 29 992   | ▲ | 30 425   |
| коефіцієнт смертності             | 10,4     | ▲ | 10,5     |
| природний рух населення           | + 4 829  | ▲ | + 5 133  |
| коефіцієнт природного руху        | + 1,7    | ▲ | + 1,8    |
| сальдо міграції                   | + 14 443 | ▼ | + 13 462 |
| сальдо міграції (на 10 тис. осіб) | + 50,2   | ▼ | + 47,8   |

## Історична динаміка

### Після 2001р.

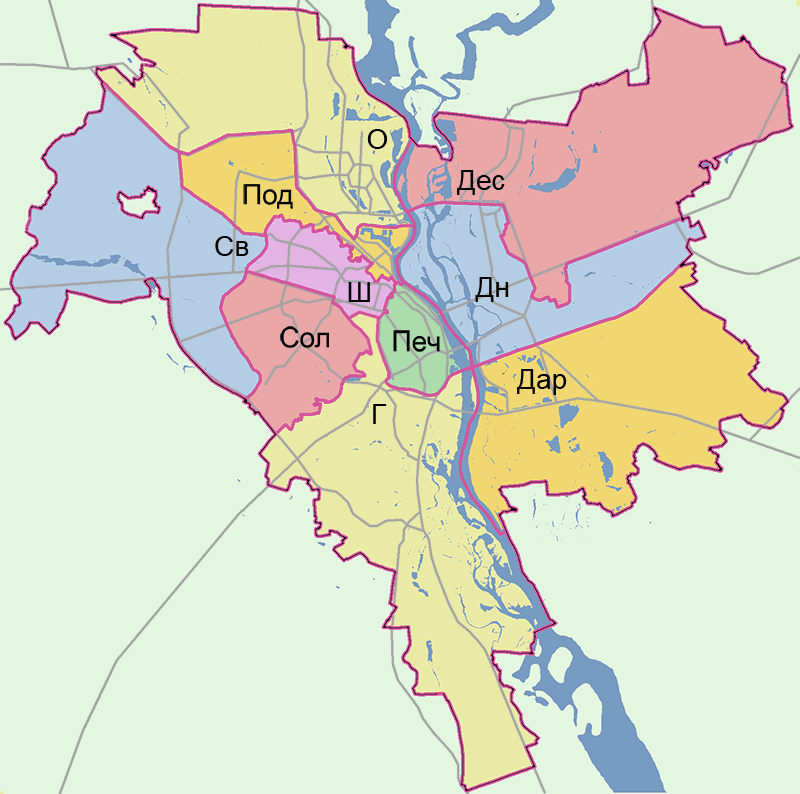
Адміністративний поділ Києва після 2001-го року:
Г — Голосіївський район
Дар — Дарницький район
Дес — Деснянський район
Дн — Дніпровський район
О — Оболонський район
Печ — Печерський район
Под — Подільський район
Св — Святошинський район
Сол — Солом'янський район
Ш — Шевченківський район

Населення районів Києва
| район                | 2001      | 2008      | 2013      | динаміка за 2001—2013 рр., % |
| -------------------- | --------- | --------- | --------- | ---------------------------- |
| Голосіївський район  | 202 993   | 224 707   | 239 340   | ▲ 17,91                      |
| Дарницький район     | 282 359   | 302 560   | 320 234   | ▲ 13,41                      |
| Деснянський район    | 336 209   | 350 084   | 362 127   | ▲ 7,71                       |
| Дніпровський район   | 331 618   | 340 996   | 348 804   | ▲ 5,18                       |
| Оболонський район    | 306 173   | 311 947   | 317 419   | ▲ 3,67                       |
| Печерський район     | 131 127   | 135 994   | 144 785   | ▲ 10,42                      |
| Подільський район    | 180 424   | 186 708   | 193 263   | ▲ 7,12                       |
| Святошинський район  | 315 410   | 327 970   | 337 393   | ▲ 6,97                       |
| Солом'янський район  | 287 801   | 326 725   | 351 169   | ▲ 22,02                      |
| Шевченківський район | 237 213   | 232 542   | 230 489   | ▼ 2,83                       |
| Київ                 | 2 611 327 | 2 740 233 | 2 845 023 | ▲ 8,95                       |

### Радянські переписи 1959—1989рр.

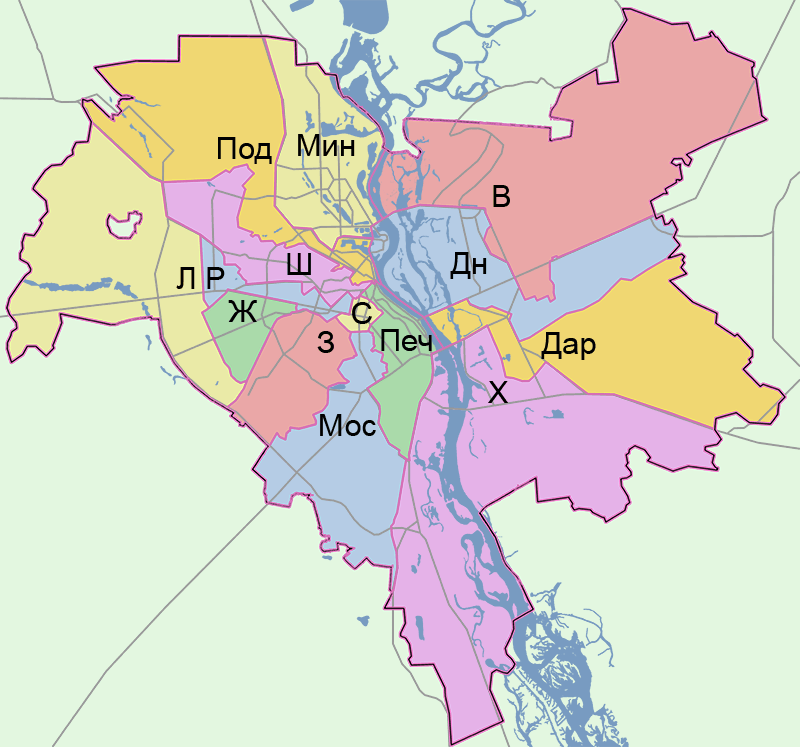
Адміністративний поділ Києва до 2001-го року:
В — Ватутінський район
Дар — Дарницький район
Дн — Дніпровський район
Ж — Жовтневий район
З — Залізничний район
Л — Ленінградський район
Мін — Мінський район
Мос — Московський район
Печ — Печерський район
Под — Подільський район
Р — Радянський район
С — Старокиївський район
Х — Харківський район
Ш — Шевченківський район

Населення районів Києва у 1959—1989 рр.
| район                | 1959      | 1970      | 1979      | 1989      |
| -------------------- | --------- | --------- | --------- | --------- |
| Ватутінський         | -         | -         | -         | 241,544   |
| Дарницький район     | 94 111    | 177 403   | 248 883   | 153 761   |
| Дніпровський район   | -         | 175 311   | 281 981   | 263 488   |
| Жовтневий район      | 148 323   | 206 521   | 158 928   | 149 189   |
| Залізничний район    | 106 483   | 165 293   | 182 056   | 194 556   |
| Ленінградський район | -         | -         | 232 218   | 283 004   |
| Ленінський район     | 93 346    | 84 371    | 63 970    | 52 044    |
| Мінський район       | -         | -         | 183 461   | 290 985   |
| Московський район    | 151 069   | 168 616   | 177 002   | 194 021   |
| Печерський район     | 123 184   | 139 960   | 135 730   | 138 103   |
| Подільський район    | 173 240   | 167 332   | 125 076   | 120 467   |
| Радянський район     | 81 941    | 191 526   | 165 462   | 147 263   |
| Харківський район    | -         | -         | -         | 153 966   |
| Шевченківський район | 132 637   | 155 575   | 189 088   | 205 554   |
| Київ                 | 1 104 334 | 1 631 908 | 2 143 855 | 2 587 945 |

### Перепис 1939р.
Чисельність населення районів Києва за переписом населення 1939 року.
| район          | населення |
| -------------- | --------- |
| Петровський    | 146 925   |
| Ленінський     | 108 481   |
| Кагановичський | 106 918   |
| Сталінський    | 97 409    |
| Молотовський   | 87 651    |
| Кіровський     | 86 494    |
| Октябрьський   | 81 388    |
| Залізничний    | 77 371    |
| Дарницький     | 54 087    |
| Київ           | 846 724   |
|                |           |

### Перепис 1926р.
Наявне населення Києва за результатами перепису 1926 р. становило 513 637 осіб (у тому числі 248 612 чоловіків та 265 025 жінок). 

Громадян СРСР налічувалося 512 088 осіб, іноземців 1549 осіб (у тому чоловіків 1004, жінок 545).

### Київський перепис 1919р.

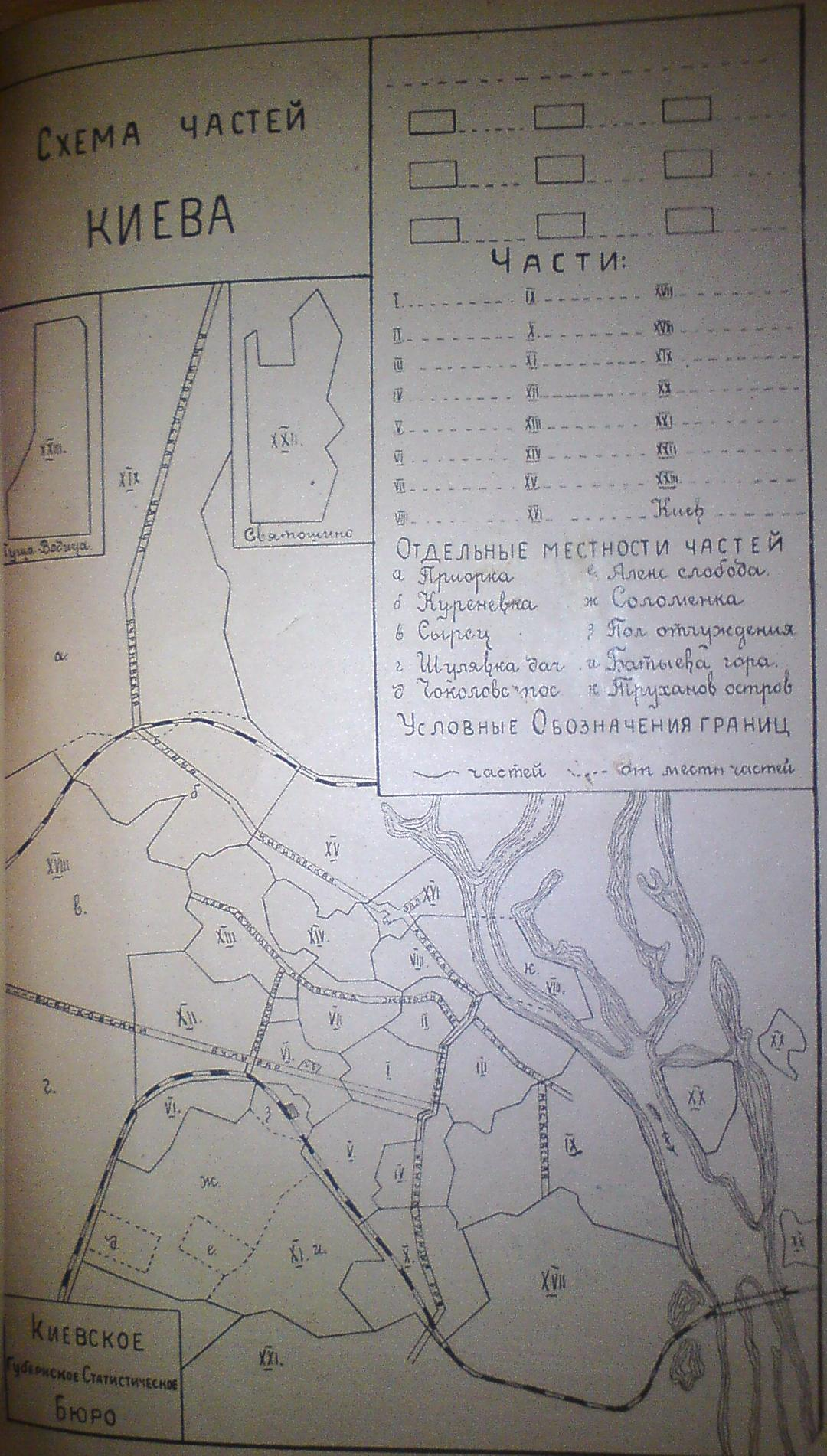
Районування Києва за міським переписом 1919 року

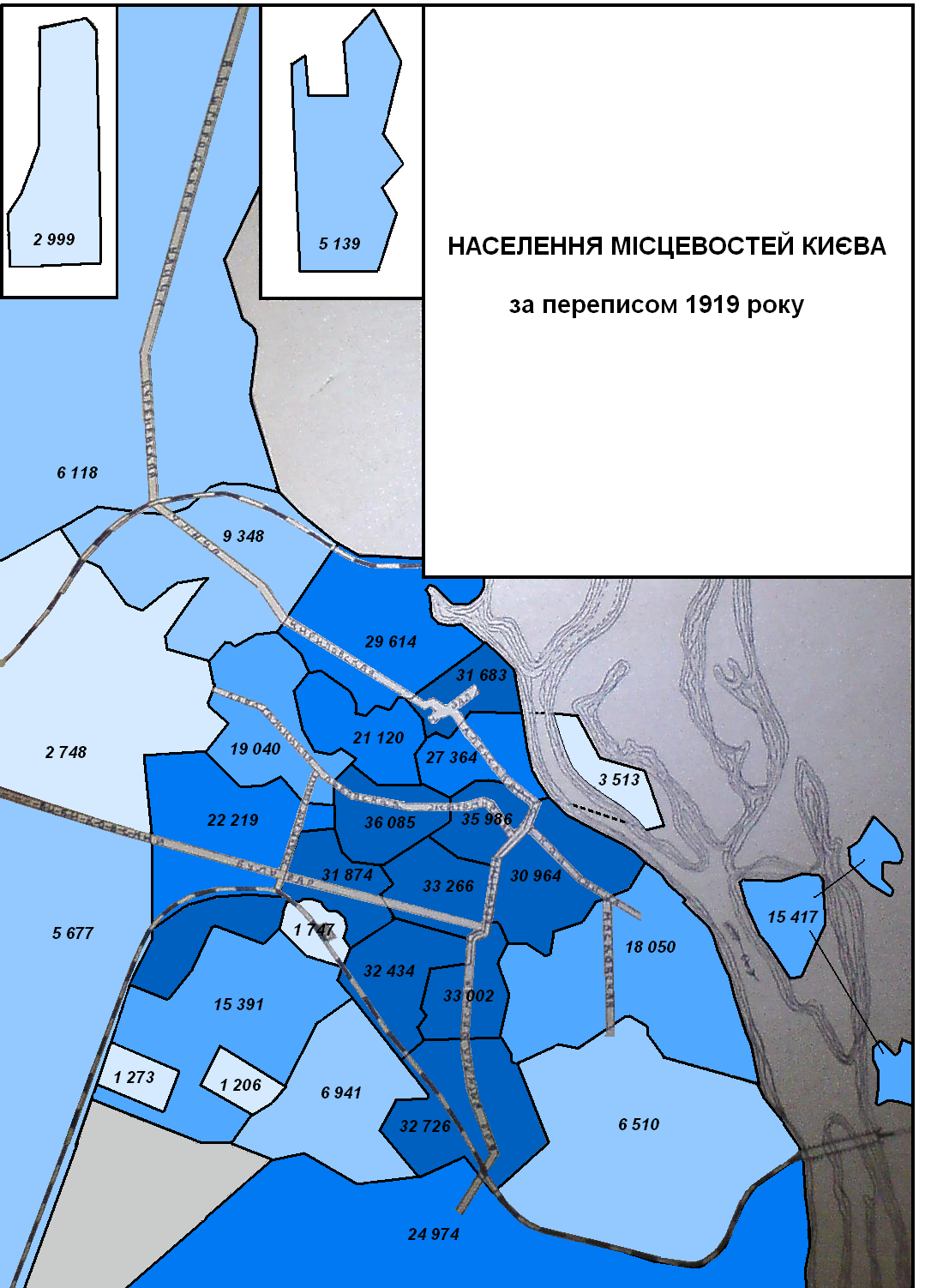
Населення районів Києва за міським переписом 1919 року

Населення частин та районів Києва за результатами міського перепису населення 23 березня 1919 р.
| № на карті | частина міста     | населення, 1919 |
| ---------- | ----------------- | --------------- |
| I          | Фундукліївська    | 33 266          |
| II         | Старокиївська     | 35 986          |
| III        | Дворцова          | 30 964          |
| IV         | Троїцька          | 33 002          |
| V          | Тарасівська       | 32 434          |
| VI         | Галицька          | 31 874          |
| VII        | Львівська         | 36 085          |
| VIII       | Гостино-Двірна    | 30 877          |
| IX         | Печерськ          | 18 050          |
| X          | Окраїно-Либідська | 32 726          |
| XI         | Солом'янська      | 26 558          |
| XII        | Шулявка           | 22 219          |
| XIII       | Лук'янівська      | 19 040          |
| XIV        | Глибочиця         | 21 120          |
| XV         | Плоска            | 29 614          |
| XVI        | Подільська        | 31 683          |
| XVII       | Звіринець         | 6 510           |
| XVIII      | Сирець-Дачна      | 8 365           |
| XIX        | Куренівка-Пріорка | 15 466          |
| XX         | Слобідки          | 15 417          |
| XXI        | Деміївка          | 24 974          |
| XXII       | Святошино         | 5 139           |
| XXIII      | Пуща-Водиця       | 2 999           |
|            | Київ              | 544 368         |

Населення деяких місцевостей
| на карті | місцевість                    | частина міста     | населення, 1919 |
| -------- | ----------------------------- | ----------------- | --------------- |
| к        | Труханів острів               | Гостино-Двірна    | 3 513           |
| д        | Чоколівка                     | Солом'янська      | 1 273           |
| е        | Олександрівська слобідка      | Солом'янська      | 1 206           |
| и        | Батиєва гора                  | Солом'янська      | 6 941           |
| ж        | Солом'янка                    | Солом'янська      | 15 391          |
| з        | Смуга відчуження (ст. Київ I) | Солом'янська      | 1 747           |
| г        | Шулявка-Дачна                 | Сирець-Дачна      | 5 677           |
| в        | Сирець                        | Сирець-Дачна      | 2 748           |
| б        | Куренівка                     | Куренівка-Пріорка | 9 348           |
| а        | Пріорка                       | Куренівка-Пріорка | 6 118           |
|          |                               |                   |                 |

### Перепис 1897р.
Перепис 1897 р. зафіксував у Києві 247 753 жителів, у тому числі 4 302 іноземних підданих і 10 265 тимчасових мешканців. До складу населення входили і 22 063 військових, які перебували в місті.
Власне у Києві проживало 219 482 осіб і ще 28 271 — у передмістях. За чисельністю населення передмістя у 1897 р. розподілялися так:
- Верхня Солом'янка — 6 376
- Шулявка — 5 242
- Звіринець — 4 911
- Пріорка — 3 538
- Куренівка — 3 237
- Нижня Солом'янка — 1 819
- Байкова гора — 1 806
- Лук'янівка — 535
- Протасів Яр — 505
- Сирець — 214
- Урочище Оболонь — 65
- Саперний табір — 23

Найбільш чисельними суспільними станами серед населення Києва у 1897 р. були міщани та селяни, на них припадало майже 80 % населення міста. Інші стани були значно малочисельнішими.
- міщани — 97 801 (39,48 %)
- селяни — 96 985 (39,15 %)
- дворяни спадкові — 18 704 (7,55 %)
- дворяни особисті та чиновники не з дворян — 12 605 (5,09 %)
- почесні громадяни — 5 067 (2,05 %)
- купці — 5 064 (2,04 %)
- іноземні піддані — 4 302 (1,74 %)
- християнське духовенство — 3 772 (1,52 %)
- військові козаки — 786 (0,32 %)
- інородці — 14 (0,01 %)
- Фінляндські уроженці — 9 (0,01 %)
- особи що не належали до вказаних станів — 1 708 (0,69 %)
- особи, що не вказали стан — 906 (0,37 %)

### Одноденний перепис 1874р.
Населення Києва за результатами одноденного перепису населення, проведеного 2 березня 1874 р., становило 127 251 осіб. У тому числі в місті мешкало 116 774 осіб, а в передмістях — 10 477.

Частини міста у 1874 році за населенням:
- Либідська частина — 20 908
- Плоска частина — 20 632
- Старокиївська частина — 19 377
- Печерська частина — 18 984
- Подільська частина — 15 518
- Лук'янівський квартал — 9606
- Палацова частина — 6 885
- Куренівський квартал — 4664
- Власне Київ — 116 774

Передмістя Києва в 1874 році за населенням:
- Солом'янка та Протасів Яр — 3 910
- Деміївка та Саперна слобідка — 3 554
- Шулявка — 2 003
- Байкова гора — 1 010
- Передмістя Києва — 10 477

## Національний склад
| Нац-сть  | 1874 (мова) | 1874 (мова) | 1897(мова) | 1897(мова) | 1917  | 1917    | 1919  | 1919    | 1926  | 1926    | 1939  | 1939    | 1959   | 1959    | 1970   | 1970    | 1979   | 1979    | 1989   | 1989    | 2001   | 2001    |
| -------- | ----------- | ----------- | ---------- | ---------- | ----- | ------- | ----- | ------- | ----- | ------- | ----- | ------- | ------ | ------- | ------ | ------- | ------ | ------- | ------ | ------- | ------ | ------- |
| Українці | 38,6        | 31,43 %     | 55,1       | 22,22 %    | 76,6  | 16,39 % | 128,7 | 23,64 % | 216,5 | 42,28 % | 450,6 | 53,21 % | 663,9  | 60,11 % | 1056,9 | 64,76 % | 1455,6 | 67,89 % | 1863,7 | 72,45 % | 2110,8 | 82,22 % |
| Росіяни  | 58,2        | 47,42 %     | 134,3      | 54,20 %    | 231,4 | 49,51 % | 232,1 | 42,65 % | 125,5 | 24,51 % | 139,5 | 16,47 % | 254,3  | 23,02 % | 373,6  | 22,89 % | 474,4  | 22,13 % | 536,7  | 20,87 % | 337,3  | 13,14 % |
| Євреї    | 12,9        | 10,53 %     | 30,0       | 12,08 %    | 87,2  | 18,66 % | 114,5 | 21,07 % | 140,3 | 27,40 % | 224,2 | 26,48 % | 153,5  | 13,90 % | 152,0  | 9,31 %  | 132,2  | 6,17 %  | 100,6  | 3,91 %  | 17,9   | 0,70 %  |
| Поляки   | 7,9         | 6,41 %      | 16,6       | 6,69 %     |       |         | 36,8  | 6,77 %  | 13,7  | 2,68 %  | 11,8  | 1,39 %  | 8,5    | 0,77 %  | 9,7    | 0,59 %  | 10,5   | 0,49 %  | 10,4   | 0,40 %  | 6,9    | 0,30 %  |
| Усього   | 122,7       | 100%        | 247,7      | 100%       | 467,4 | 100%    | 544,4 | 100%    | 512,1 | 100%    | 846,7 | 100%    | 1104,3 | 100%    | 1631,9 | 100%    | 2143,9 | 100%    | 2572,2 | 100%    | 2567,9 | 100%    |

### Опитування 2017
Згідно з опитуваннями, проведеними Соціологічною групою «Рейтинг» у 2017 році, українці становили 91% населення Києва, росіяни — 7%, інші народності - 2%.

### Перепис 2001р.
Національний склад населення міста Київ у 2001 р.
| №  | Національність     | Кількість осіб | Відсоток до загальної кількості |
| -- | ------------------ | -------------- | ------------------------------- |
| 1  | Українці           | 2 110 767      | 82,24 %                         |
| 2  | Росіяни            | 337 323        | 13,14 %                         |
| 3  | Євреї              | 17 962         | 0,70 %                          |
| 4  | Білоруси           | 16 549         | 0,64 %                          |
| 5  | Поляки             | 6 924          | 0,27 %                          |
| 6  | Вірмени            | 4 935          | 0,19 %                          |
| 7  | Азербайджанці      | 2 567          | 0,10 %                          |
| 8  | Татари             | 2 451          | 0,10 %                          |
| 9  | Грузини            | 2 352          | 0,09 %                          |
| 10 | Молдовани          | 1 927          | 0,08 %                          |
| 11 | Болгари            | 1 524          | 0,06 %                          |
| 12 | Араби              | 1 426          | 0,06 %                          |
| 13 | Німці              | 1 123          | 0,04 %                          |
| 14 | Греки              | 901            | 0,04 %                          |
| 15 | Узбеки             | 688            | 0,03 %                          |
| 16 | Китайці            | 505            | 0,02 %                          |
|    | Інші               | 11 134         | 0,43 %                          |
|    | Нац-сть не вказано | 45 895         | 1,79 %                          |
|    | Разом              | 2 566 953      | 100 %                           |

### Перепис 1989р.

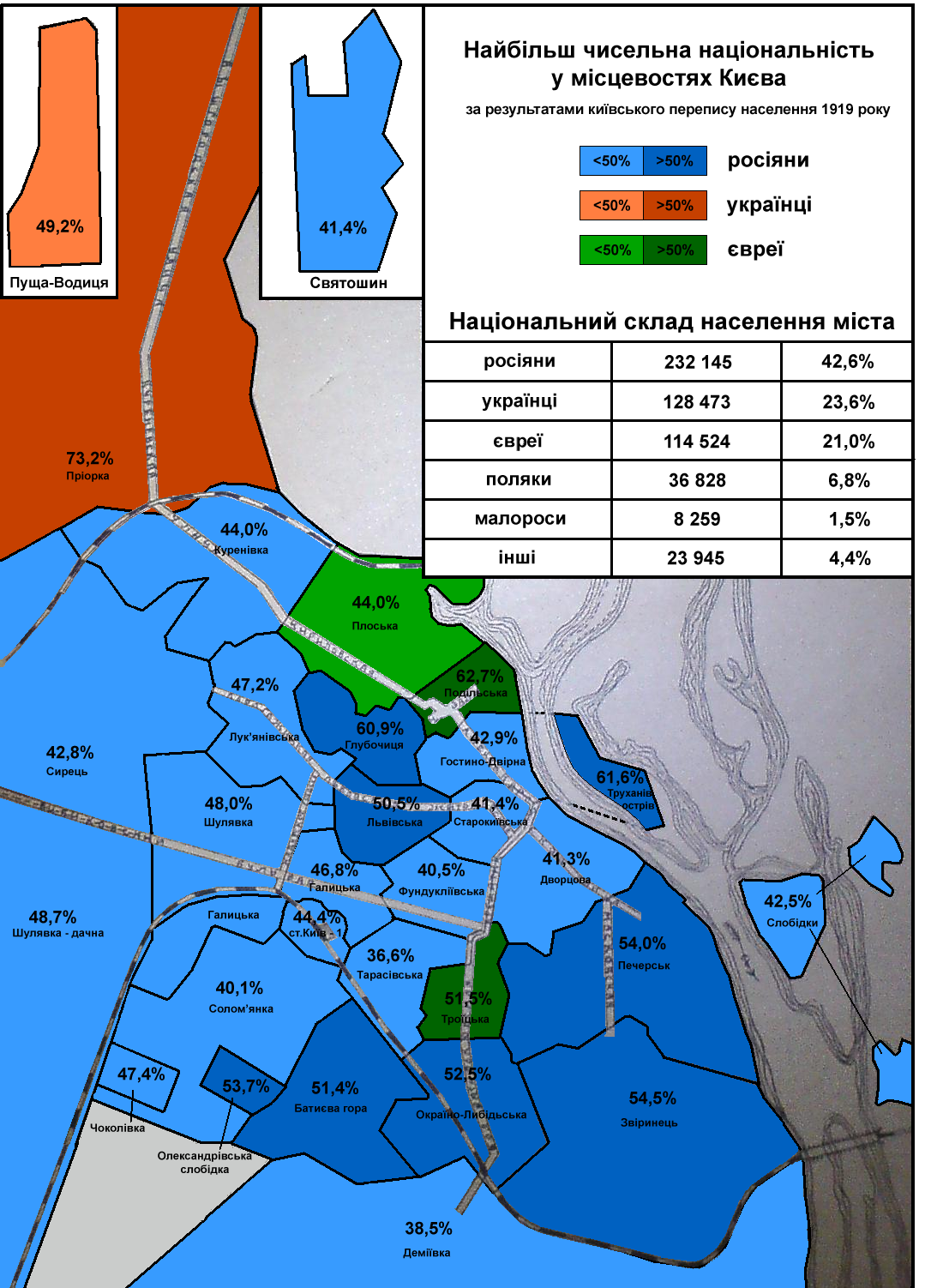
Національний склад Києва за даними перепису 1919 року

Національний склад Києва за даними Всесоюзного перепису населення 1989 р.
- українці ‒ 1 863 674 ‒ 72,45 %
- росіяни ‒ 536 707 ‒ 20,87 %
- євреї ‒ 100 584 ‒ 3,91 %
- білоруси ‒ 25 274 ‒ 0,98 %
- поляки ‒ 10 445 ‒ 0,41 %
- вірмени ‒ 4 531 ‒ 0,18 %
- татари ‒ 3 471 ‒ 0,13 %
- молдовани ‒ 3 186 ‒ 0,12 %
- азербайджанці ‒ 2 755 ‒ 0,11 %
- грузини ‒ 1 952 ‒ 0,08 %
- узбеки ‒ 1 733 ‒ 0,07 %
- болгари ‒ 1 665 ‒ 0,06 %

### Перепис 1970р.
Національний склад Києва за даними Всесоюзного перепису населення 1970 р.
- українці 1 056 905 ‒ 64,76 %
- росіяни ‒ 373 569 ‒ 22,89 %
- євреї ‒ 152 006 ‒ 9,31 %
- білоруси ‒ 17 521 ‒ 1,07 %
- поляки ‒ 9 656 ‒ 0,59 %
- вірмени ‒ 2 976 ‒ 0,18 %
- татари ‒ 2 622 ‒ 0,16 %
- молдовани ‒ 1 769 ‒ 0,11 %

### Перепис 1959р.
Національний склад Києва за даними Всесоюзного перепису населення 1959 р.
- українці ‒ 663 851 ‒ 60,11 %
- росіяни ‒ 254 269 ‒ 23,02 %
- євреї ‒ 153 466 ‒ 13,90 %
- білоруси ‒ 13 187 ‒ 1,19 %
- поляки ‒ 8 482 ‒ 0,77 %
- молдовани ‒ 900 ‒ 0,08 %
- греки ‒ 700 ‒ 0,06 %
- болгари ‒ 500 ‒ 0,05 %
- інші ‒ 8 800 ‒ 0,80 %

### Перепис 1939р.
За даними Всесоюзного перепису населення 1939 р. найбільш чисельними національностями Києва були:
- українці ‒ 450 556 ‒ 53,21 %
- євреї ‒ 224 236 ‒ 26,48 %
- росіяни ‒ 139 495 ‒ 16,47 %
- поляки ‒ 11 808 ‒ 1,39 %
- білоруси ‒ 9 594 ‒ 1,13 %
- німці ‒ 2 158 ‒ 0,25 %
- татари ‒ 1 188 ‒ 0,14 %
- вірмени ‒ 1 054 ‒ 0,12 %
- чехи ‒ 1 020 ‒ 0,12 %
- латиші ‒ 603 ‒ 0,07 %
- ассирійці ‒ 566 ‒ 0,07 %

Національний склад населення районів Києва за даними перепису 1939 р., %
| район          | населення | українці | євреї | росіяни | поляки | інші/не вказали національність |
| -------------- | --------- | -------- | ----- | ------- | ------ | ------------------------------ |
| Петровський    | 146 925   | 50,2     | 33,6  | 12,7    | 0,9    | 2,5                            |
| Ленінський     | 108 481   | 35,5     | 46,1  | 14,9    | 1,2    | 2,2                            |
| Кагановичський | 106 918   | 54,8     | 27,6  | 14,3    | 1,4    | 1,9                            |
| Сталінський    | 97 409    | 44,8     | 32,9  | 18,0    | 1,7    | 2,5                            |
| Молотовський   | 87 651    | 56,6     | 19,8  | 19,7    | 1,5    | 2,5                            |
| Кіровський     | 86 494    | 55,9     | 20,2  | 20,1    | 1,4    | 2,3                            |
| Октябрьський   | 81 388    | 61,6     | 14,7  | 18,7    | 1,8    | 3,3                            |
| Залізничний    | 77 371    | 60,6     | 18,0  | 17,0    | 1,9    | 2,4                            |
| Дарницький     | 54 087    | 75,5     | 4,6   | 16,4    | 0,9    | 2,6                            |
| Київ           | 846 724   | 53,2     | 26,5  | 16,5    | 1,4    | 2,4                            |

### Перепис 1926р.
За даними Всесоюзного перепису населення 1926 р. найбільш чисельними національностями Києва були:
- українці ‒ 216 528 ‒ 42,28 %
- євреї ‒ 140 256 ‒ 27,39 %
- росіяни ‒ 125 514 ‒ 24,51 %
- поляки ‒ 13 706 ‒ 2,68 %
- білоруси ‒ 5 436 ‒ 1,06 %
- німці ‒ 3 554 ‒ 0,69 %
- чехи та словаки ‒ 990 ‒ 0,19 %
- латиші ‒ 805 ‒ 0,16 %
- татари ‒ 733 ‒ 0,14 %
- вірмени ‒ 638 — 0,12 %
- литовці ‒ 612 ‒ 0,11 %

### Київський перепис 1919р.
Національний склад Києва за результатами міського перепису населення 23 березня 1919 р.
- росіяни ‒ 232 148 ‒ 42,65 %
- українці ‒ 128 664 ‒ 23,64 %
- євреї ‒ 114 524 ‒ 21,04 %
- поляки ‒ 36 828 ‒ 6,77 %
- малороси ‒ 8 259 ‒ 1,52 %
- білоруси ‒ 5 400 ‒ 0,99 %
- німці ‒ 3 405 ‒ 0,63 %
- чехи ‒ 2 381 ‒ 0,44 %
- латиші ‒ 1 550 ‒ 0,28 %
- литовці ‒ 1 158 ‒ 0,21 %
- татари ‒ 797 ‒ 0,15 %
- вірмени ‒ 756 ‒ 0,14 %
- греки ‒ 704 ‒ 0,13 %
- грузини ‒ 612 ‒ 0,11 %
- французи ‒ 384 ‒ 0,07 %
- караїми ‒ 379 ‒ 0,07 %
- румуни ‒ 321 ‒ 0,06 %
- естонці ‒ 308 ‒ 0,06 %
- інші ‒ 2 071 ‒ 0,38 %
- національність не вказано — 3 718 — 0,68 %

Національний склад місцевостей Києва в 1919 р., %
| № на карті | частина міста     | населення, 1919 | українці | малороси | росіяни | євреї | поляки | інші |
| ---------- | ----------------- | --------------- | -------- | -------- | ------- | ----- | ------ | ---- |
| I          | Фундукліївська    | 33 266          | 21,7     | 2,3      | 40,5    | 17,4  | 12,3   | 5,9  |
| II         | Старокиївська     | 35 986          | 23,6     | 1,2      | 41,4    | 13,8  | 14,5   | 5,5  |
| III        | Дворцова          | 30 964          | 20,3     | 1,3      | 41,3    | 20,2  | 9,0    | 7,8  |
| IV         | Троїцька          | 33 002          | 13,6     | 0,3      | 26,6    | 51,5  | 4,5    | 3,5  |
| V          | Тарасівська       | 32 434          | 16,2     | 0,4      | 36,6    | 35,0  | 7,9    | 3,9  |
| VI         | Галицька          | 31 874          | 24,6     | 0,8      | 46,8    | 14,0  | 8,7    | 5,2  |
| VII        | Львівська         | 36 085          | 25,7     | 1,2      | 50,5    | 7,3   | 10,1   | 5,2  |
| VIII       | Гостино-Двірна    | 30 877          | 21,2     | 2,1      | 45,0    | 23,9  | 3,8    | 4,1  |
| IX         | Печерськ          | 18 050          | 33,3     | 1,9      | 54,0    | 2,5   | 4,0    | 4,4  |
| X          | Окраїно-Либідська | 32 726          | 22,8     | 2,0      | 52,5    | 11,7  | 8,2    | 2,7  |
| XI         | Солом'янська      | 26 558          | 35,0     | 4,6      | 45,4    | 5,2   | 5,8    | 4,1  |
| XII        | Шулявка           | 22 219          | 30,9     | 1,3      | 48,0    | 8,4   | 6,6    | 4,8  |
| XIII       | Лук'янівська      | 19 040          | 32,3     | 2,0      | 47,2    | 5,2   | 7,6    | 5,8  |
| XIV        | Глубочиця         | 21 120          | 25,8     | 1,1      | 60,9    | 2,6   | 3,5    | 6,1  |
| XV         | Плоска            | 29 614          | 9,2      | 0,4      | 41,8    | 44,0  | 2,4    | 2,1  |
| XVI        | Подільська        | 31 683          | 9,4      | 0,5      | 23,8    | 62,7  | 1,7    | 2,0  |
| XVII       | Звіринець         | 6 510           | 38,1     | 1,2      | 54,5    | 0,3   | 2,8    | 3,1  |
| XVIII      | Сирець-Дачна      | 8 365           | 28,0     | 2,1      | 47,0    | 1,2   | 8,6    | 13,0 |
| XIX        | Куренівка-Пріорка | 15 466          | 49,6     | 4,1      | 34,0    | 4,8   | 3,7    | 3,8  |
| XX         | Слобідки          | 15 417          | 24,0     | 1,6      | 42,5    | 27,6  | 2,4    | 1,9  |
| XXI        | Деміївка          | 24 974          | 26,4     | 1,7      | 38,5    | 28,0  | 3,4    | 1,9  |
| XXII       | Святошино         | 5 139           | 36,0     | 2,7      | 41,4    | 3,5   | 8,5    | 8,0  |
| XXIII      | Пуща-Водиця       | 2 999           | 49,2     | 0,6      | 27,4    | 17,0  | 3,3    | 2,5  |
|            | Київ              | 544 368         | 23,6     | 1,5      | 42,6    | 21,0  | 6,8    | 4,4  |

Національний склад деяких місцевостей, %
| літера на карті | місцевість                    | частина міста     | населення, 1919 | українці | малороси | росіяни | євреї | поляки | інші |
| --------------- | ----------------------------- | ----------------- | --------------- | -------- | -------- | ------- | ----- | ------ | ---- |
| к               | Труханів острів               | Гостино-Двірна    | 3 513           | 22,9     | 3,1      | 61,6    | 0,9   | 5,4    | 6,1  |
| д               | Чоколівка                     | Солом'янська      | 1 273           | 36,6     | 7,4      | 47,4    | 0,5   | 6,1    | 1,9  |
| е               | Олександрівська слобідка      | Солом'янська      | 1 206           | 38,4     | 0,1      | 53,7    | 0,0   | 5,3    | 2,5  |
| и               | Батиєва гора                  | Солом'янська      | 6 941           | 34,1     | 2,0      | 51,4    | 0,6   | 5,8    | 6,1  |
| ж               | Солом'янка                    | Солом'янська      | 15 391          | 35,2     | 6,0      | 40,1    | 8,5   | 5,8    | 4,4  |
| з               | Смуга відчуження (ст. Київ I) | Солом'янська      | 1 747           | 32,8     | 4,7      | 44,4    | 0,2   | 5,1    | 12,8 |
| г               | Шулявка-Дачна                 | Сирець-Дачна      | 5 677           | 26,0     | 0,2      | 48,7    | 0,6   | 8,9    | 15,5 |
| в               | Сирець                        | Сирець-Дачна      | 2 748           | 31,6     | 6,0      | 42,8    | 2,5   | 7,7    | 9,4  |
| б               | Куренівка                     | Куренівка-Пріорка | 9 348           | 34,2     | 2,5      | 44,0    | 6,5   | 5,0    | 7,8  |
| а               | Пріорка                       | Куренівка-Пріорка | 6 118           | 73,2     | 6,4      | 13,9    | 2,2   | 1,7    | 2,5  |

Національний склад місцевостей Києва за даними перепису 1919 р.
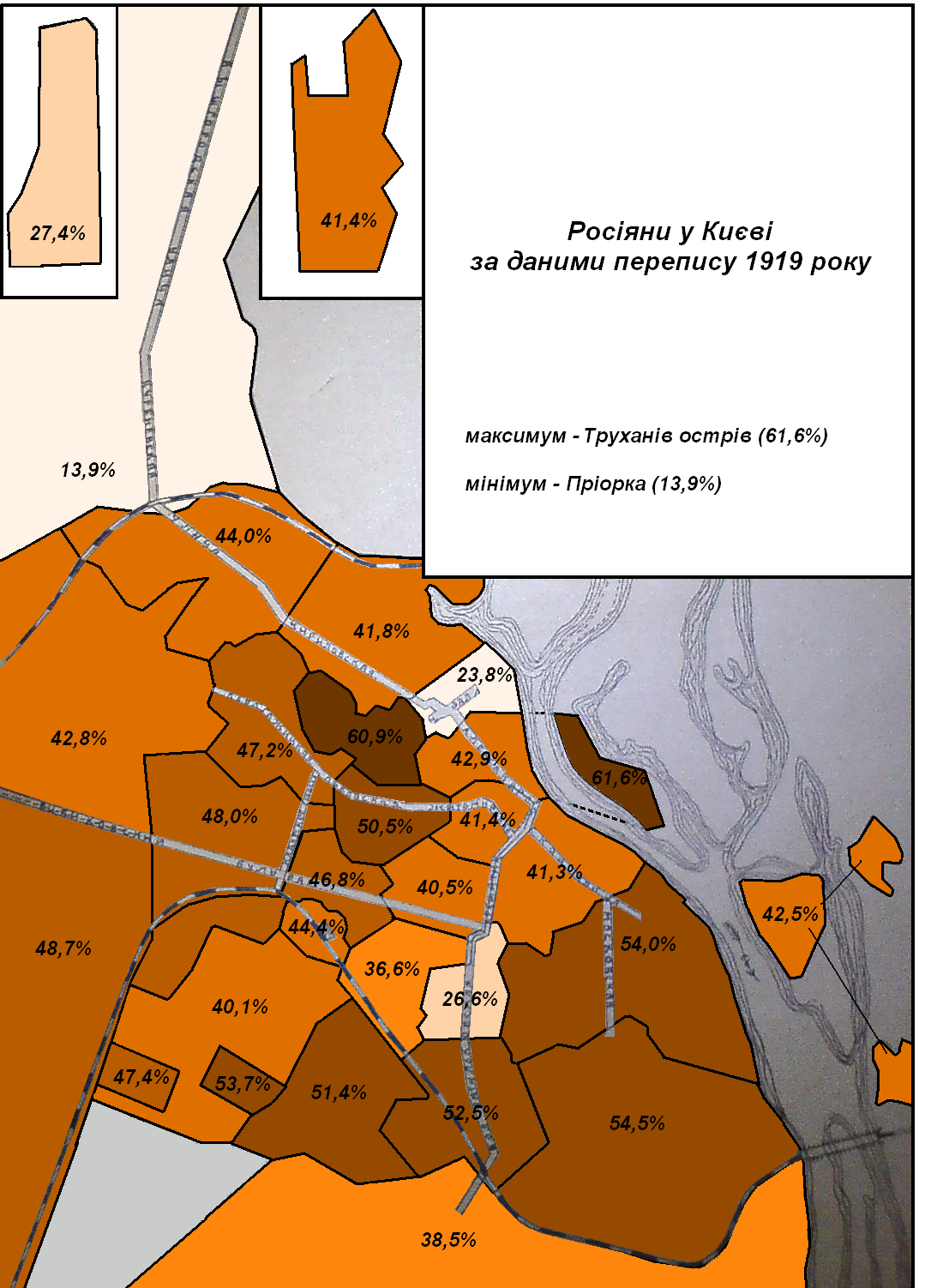
росіяни
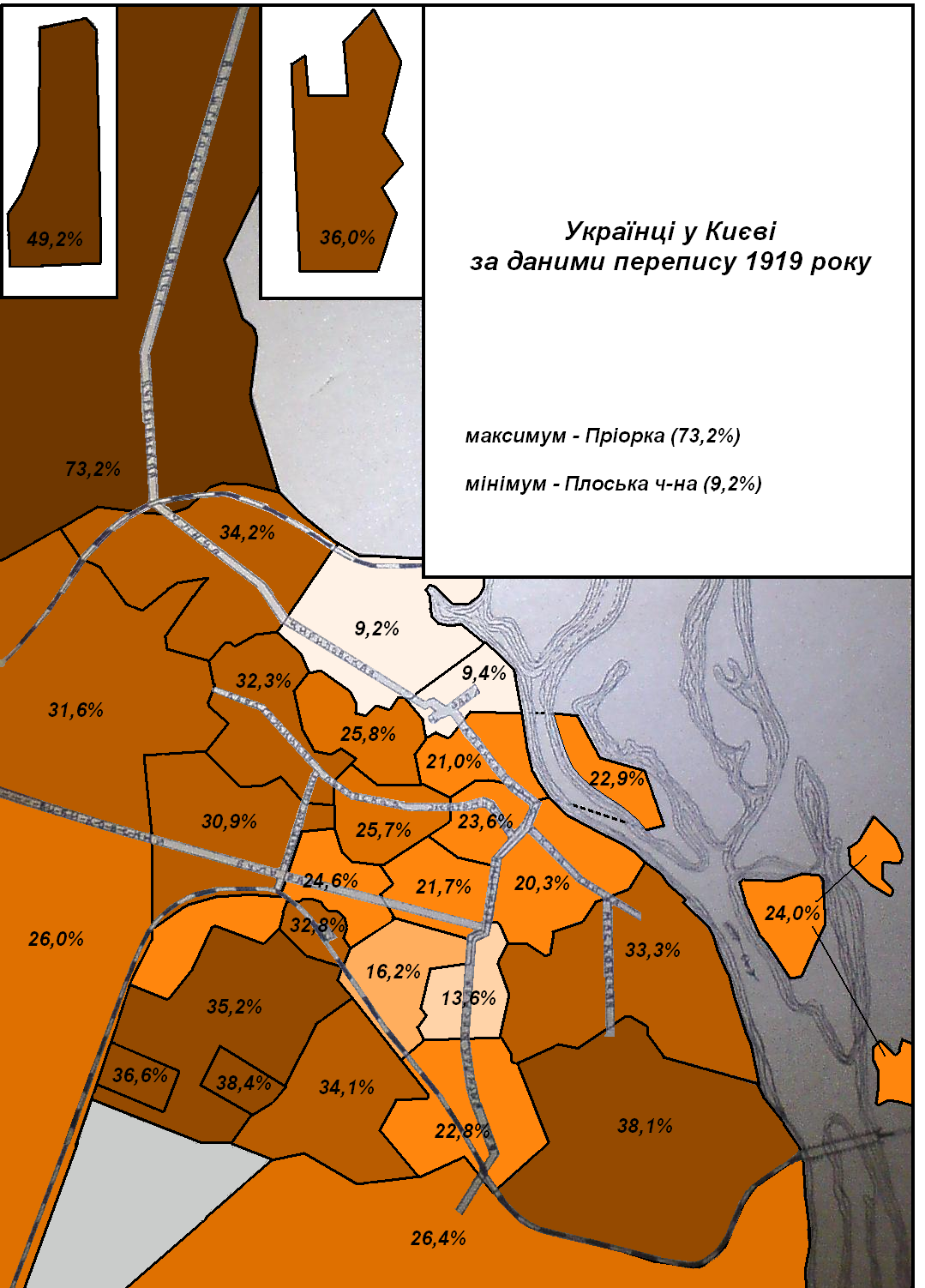
українці
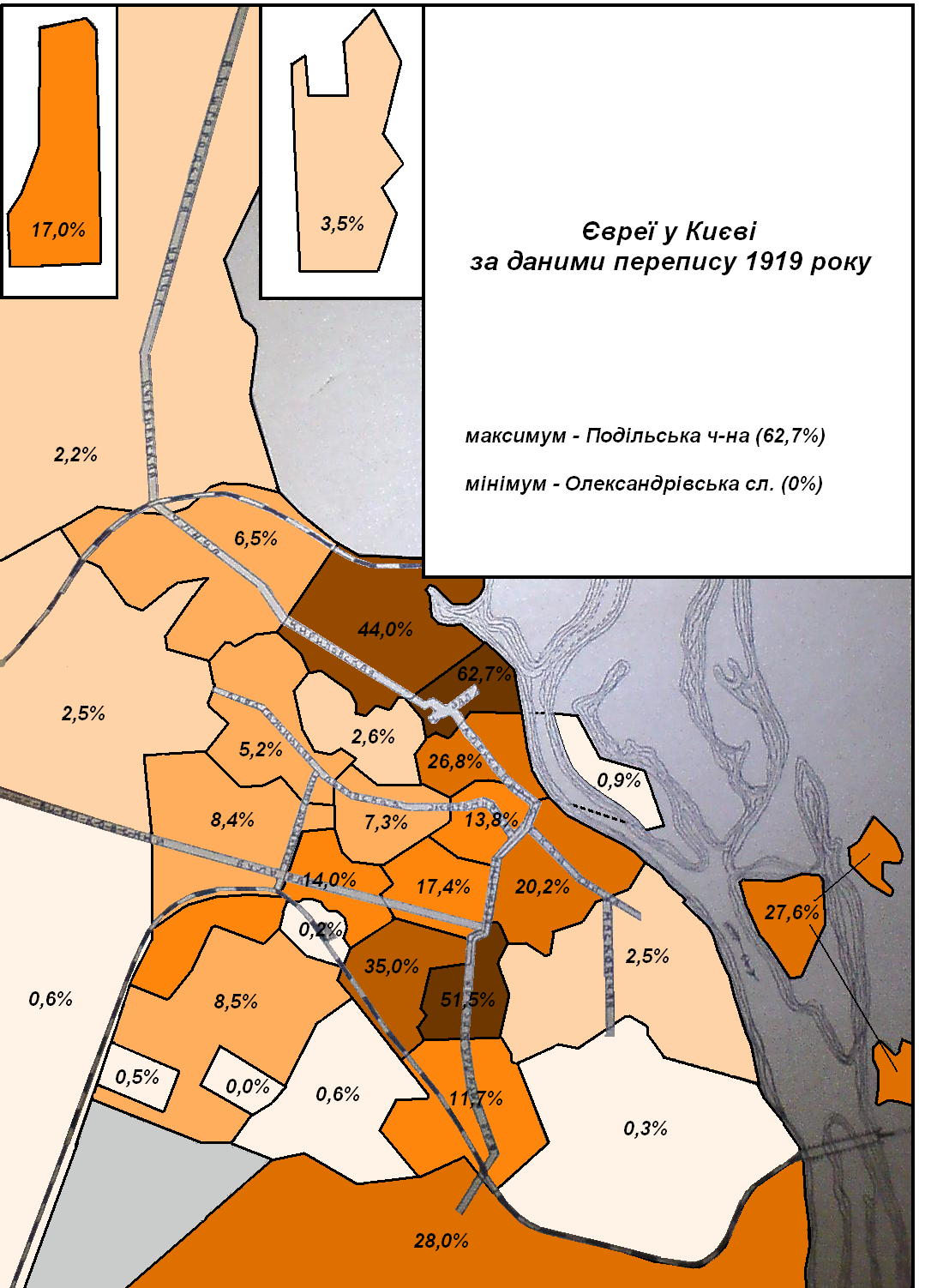
євреї
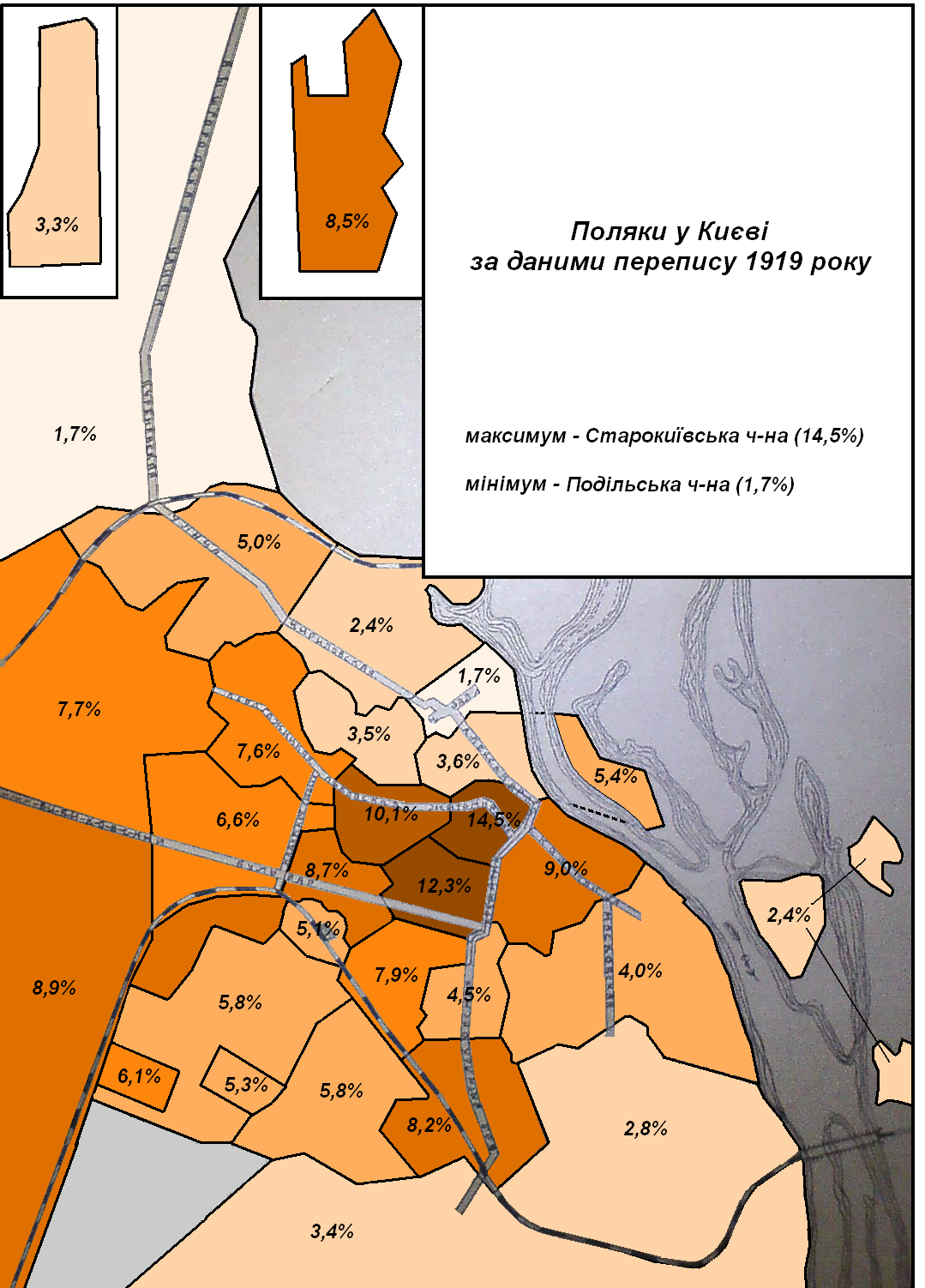
поляки
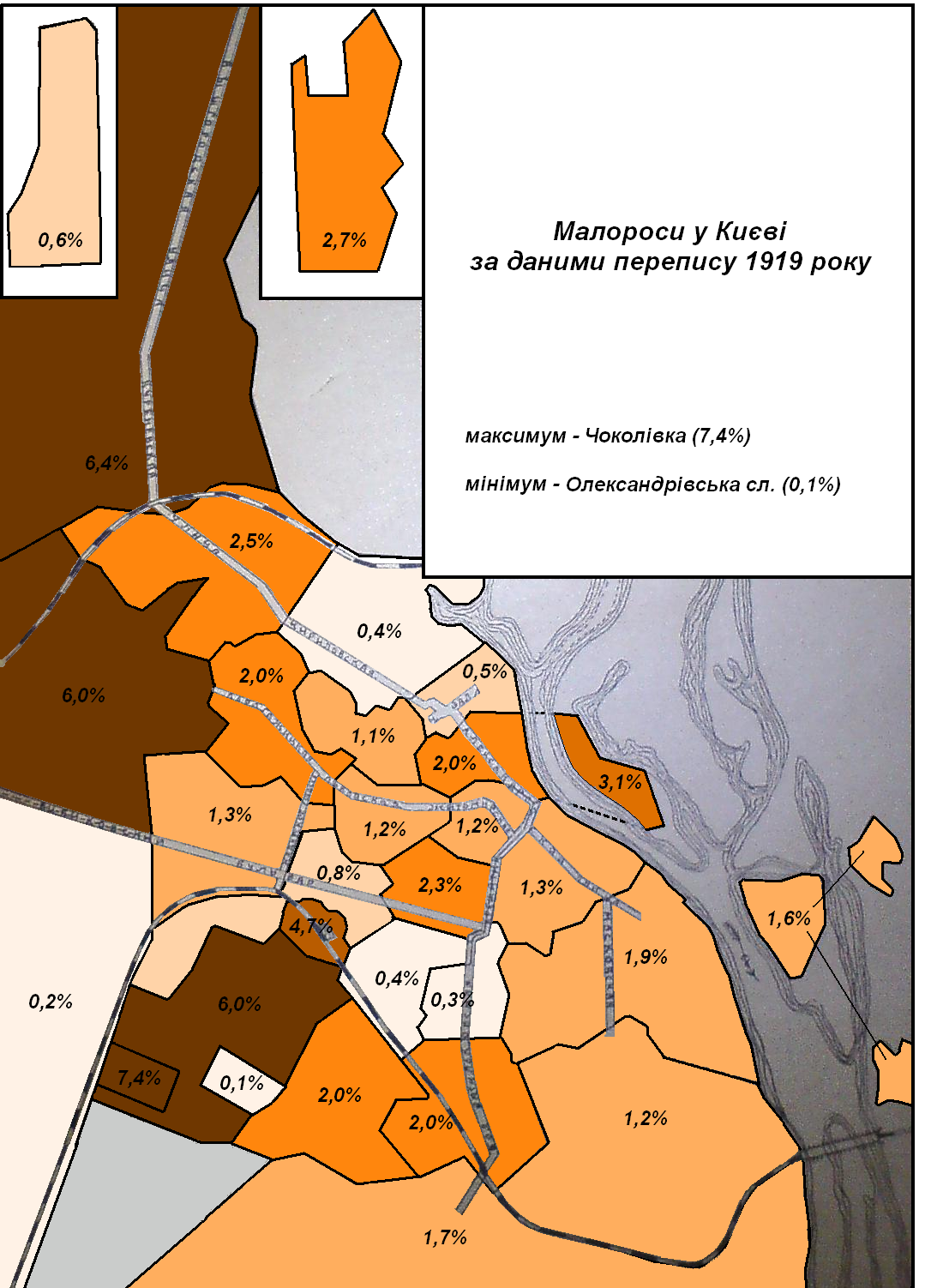
малороси

## Мовний склад
Київ — найбільше українськомовне місто світу.
Історична динаміка мовного складу (рідної мови) населення Києва за переписами
|            | 1874   | 1897   | 1926   | 1959   | 1970   | 1979   | 1989   | 2001   |
| ---------- | ------ | ------ | ------ | ------ | ------ | ------ | ------ | ------ |
| Українська | 31,4 % | 22,2 % | 27,9 % | 42,9 % | 50,7 % | 53,0 % | 57,6 % | 72,1 % |
| Російська  | 47,4 % | 54,2 % | 52,3 % | 53,9 % | 47,5 % | 45,0 % | 41,1 % | 25,3 % |
| Інша       | 21,2 % | 23,6 % | 19,0 % | 3,1 %  | 1,8 %  | 2,0 %  | 1,3 %  | 2,6 %  |

13 липня 2023 року рішенням Київської міської ради у Києві було запроваджено мораторій на публічне використання російськомовного культурного продукту.
За даними Держстату у 2023/24 навчальному році в Києві з 331 774 учнів закладів загальної середньої освіти 331 700 (99,98 %) навчалися в українськомовних класах.

### Опитування 2024
Згідно з опитуванням, проведеним Міжнародним республіканським інститутом у квітні-травні 2024 року, українською вдома розмовляли 73 % населення міста, російською — 54 % (на відміну від опитування попереднього року було дозволено вибір кількох варіантів).

### Опитування 2023
Згідно з опитуванням, проведеним Міжнародним республіканським інститутом у квітні-травні 2023-го року, українською вдома розмовляли 59 % населення міста, російською — 38 %.

### Опитування 2017
Згідно з опитуваннями, проведеними Соціологічною групою «Рейтинг» у 2017 році, українською вдома розмовляли 30 % населення міста, російською — 33%, українською та російською в рівній мірі — 36 %, українською та іншою мовою в рівній мірі — 1 %.

### Перепис 2001р.

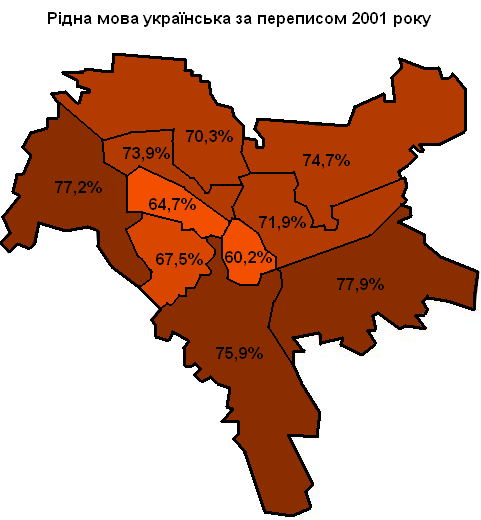
Частка осіб, що назвали рідною мовою українську, у районах Києва за результатами перепису 2001 р.

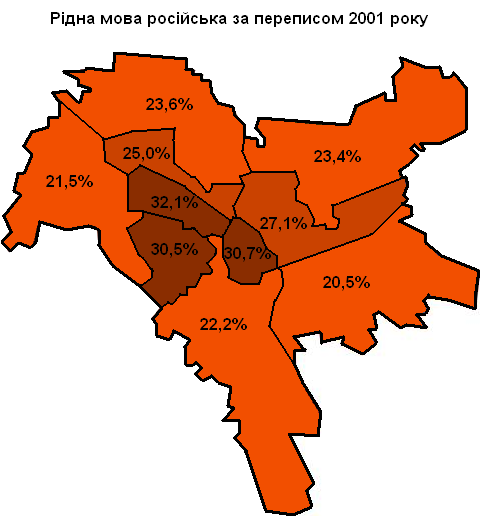
Частка осіб, що назвали рідною мовою російську, у районах Києва за результатами перепису 2001 р.

Рідна мова за переписом 2001 р. у районах Києва, %
| Район          | Українська | Російська |
| -------------- | ---------- | --------- |
| Дарницький     | 77,9       | 20,5      |
| Святошинський  | 77,2       | 21,5      |
| Голосіївський  | 75,9       | 22,2      |
| Деснянський    | 74,7       | 23,4      |
| Подільський    | 73,9       | 25,0      |
| Дніпровський   | 71,9       | 27,1      |
| Оболонський    | 70,3       | 23,6      |
| Солом'янський  | 67,5       | 30,5      |
| Шевченківський | 64,6       | 32,1      |
| Печерський     | 60,2       | 30,7      |
| Київ           | 72,2       | 25,3      |

Рідна мова найбільш чисельних національностей Києва за даними перепису 2001 р.
|          | Своєї національності | Українська | Російська |
| -------- | -------------------- | ---------- | --------- |
| Українці | 85,7 %               | -          | 14,2 %    |
| Росіяни  | 91,7 %               | 7,9 %      | -         |
| Євреї    | 2,4 %                | 18,9 %     | 77,9 %    |
| Білоруси | 17,7 %               | 18,4 %     | 63,3 %    |
| Поляки   | 7,0 %                | 62,5 %     | 29,7 %    |
| Вірмени  | 39,4 %               | 11,6 %     | 48,0 %    |

Розподіл населення Києва за рідною мовою за результатами перепису 2001 р.
- українська — 72,15 %
- російська — 25,27 %
- білоруська — 0,12 %
- вірменська — 0,08 %
- молдовська — 0,03 %
- єврейська — 0,02 %
- польська — 0,02 %
- болгарська — 0,02 %

Найбільші мовно-національні групи населення Києва за даними перепису 2001 р.
| національність | рідна мова | чисельність | частка у населенні |
| -------------- | ---------- | ----------- | ------------------ |
| українці       | українська | 1 809 741   | 70,50 %            |
| росіяни        | російська  | 309 360     | 12,05 %            |
| українці       | російська  | 299 026     | 11,65 %            |
| росіяни        | українська | 26 685      | 1,04 %             |
| євреї          | російська  | 13 994      | 0,55 %             |
| білоруси       | російська  | 10 481      | 0,41 %             |
| поляки         | українська | 4 325       | 0,17 %             |
| білоруси       | українська | 3 042       | 0,12 %             |
| білоруси       | білоруська | 2 924       | 0,11 %             |
| вірмени        | російська  | 2 368       | 0,09 %             |
| поляки         | російська  | 2 055       | 0,08 %             |
|                | інше       | 37 057      | 1,44 %             |
|                | не вказано | 45 895      | 1,79 %             |

Домашня мова населення Києва за даними соціологічних опитувань, %
|                                   | Центр Разумкова, 2005 | IRI, 2015 |
| --------------------------------- | --------------------- | --------- |
| українська / переважно українська | 23,4                  | 27,0      |
| російська / переважно російська   | 52,2                  | 32,0      |
| обидві мови                       | 23,6                  | 40,0      |

За даними Всеукраїнського перепису населення 2001 року, 95,52 % мешканців Києва вказали вільне володіння українською мовою, а 76,01 % — російською мовою. 96,78 % мешканців Києва вказали вільне володіння мовою своєї національності.
Вільне володіння мовами найбільш чисельних національностей Києва за даними перепису населення 2001 р.
|               | своєї національності | українська | російська |
| ------------- | -------------------- | ---------- | --------- |
| Українці      | 98,55 %              |            | 72,23 %   |
| Росіяни       | 97,59 %              | 79,15 %    |           |
| Євреї         | 6,05 %               | 89,89 %    | 93,45 %   |
| Білоруси      | 29,57 %              | 77,84 %    | 88,74 %   |
| Поляки        | 22,30 %              | 93,78 %    | 78,06 %   |
| Вірмени       | 52,75 %              | 69,77 %    | 86,55 %   |
| Азербайджанці | 65,13 %              | 61,67 %    | 82,51 %   |
| Татари        | 33,46 %              | 71,73 %    | 91,76 %   |
| Грузини       | 55,87 %              | 67,60 %    | 85,37 %   |
| Молдовани     | 49,71 %              | 77,48 %    | 83,03 %   |
| Болгари       | 45,51 %              | 81,04 %    | 87,52 %   |
| Араби         | 76,93 %              | 33,66 %    | 72,79 %   |

### Перепис 1970р.
Рідна мова найбільш чисельних національностей Києва за даними перепису 1970 р.
|           | Чисельність | Своєї національності | Українська | Російська | Інша   |
| Українці  | 1056 905    | 77,4 %               | -          | 22,6 %    | 0,01 % |
| Росіяни   | 373 569     | 99,0 %               | 0,9 %      | -         | 0,01 % |
| Євреї     | 152 006     | 8,0 %                | 0,9 %      | 91,1 %    | 0,02 % |
| Білоруси  | 17 521      | 26,4 %               | 3,4 %      | 70,1 %    | 0,03 % |
| Поляки    | 9 656       | 8,4 %                | 31,5 %     | 59,7 %    | 0,4 %  |
| Вірмени   | 2 976       | 35,9 %               | 1,3 %      | 62,3 %    | 0,5 %  |
| Татари    | 2 622       | 41,3 %               | 1,4 %      | 57,0 %    | 0,3 %  |
| Молдовани | 1 769       | 60,8 %               | 5,0 %      | 33,8 %    | 0,4 %  |
|           |             |                      |            |           |        |

### Перепис 1926р.
Найбільш чисельні мовно-національні групи населення Києва за даними перепису 1926 р.
| національність | рідна мова      | чисельність | частка у населенні |
| українці       | українська      | 139 468     | 27,24 %            |
| росіяни        | російська       | 123 671     | 24,15 %            |
| євреї          | їдиш            | 82 127      | 16,04 %            |
| українці       | російська       | 74 769      | 14,60 %            |
| євреї          | російська       | 56 024      | 10,94 %            |
| поляки         | польська        | 7 764       | 1,52 %             |
| поляки         | російська       | 4 948       | 0,97 %             |
| білоруси       | російська       | 4 410       | 0,86 %             |
| німці          | німецька        | 2 332       | 0,46 %             |
| німці          | російська       | 1 093       | 0,21 %             |
| росіяни        | українська      | 998         | 0,19 %             |
| євреї          | українська      | 866         | 0,17 %             |
|                | інші            | 8 994       | 1,76 %             |
|                | мову не вказано | 4 624       | 0,90 %             |
|                |                 |             |                    |

### Перепис 1897р.
За даними перепису 1897 р. найбільш поширеними рідними мовами у Києві були:
- російська — 134 278 (54,20 %)
- українська — 55 064 (22,23 %)
- єврейська — 29 937 (12,08 %)
- польська — 16 579 (6,69 %)
- німецька — 4 354 (1,76 %)
- білоруська — 2 797 (1,13 %)
- татарська — 1 133 (0,46 %)
- чеська — 945 (0,38 %)
- башкирська — 666 (0,27 %)
- французька — 494 (0,20 %)

Розподіл населення за мовами та суспільними станами (мовні групи з представленістю менше 1 % не показані)
| стани                       | чисельність | російськомовні | україномовні | єврейськомовні | польськомовні | німецькомовні |
| спадкові дворяни            | 18 704      | 62,8 %         | 4,8 %        |                | 29,8 %        | 1,4 %         |
| особисті дворяни, чиновники | 12 605      | 80,5 %         | 7,7 %        | 1,6 %          | 6,8 %         | 2,0 %         |
| духовенство                 | 3 772       | 59,5 %         | 38,9 %       |                |               |               |
| почесні громадяни           | 5 067       | 70,1 %         | 16,3 %       | 6,5 %          | 3,1 %         |               |
| купці                       | 5 064       | 45,6 %         | 3,0 %        | 44,2 %         | 1,7 %         | 3,9 %         |
| міщани                      | 97 801      | 46,7 %         | 17,4 %       | 27,1 %         | 5,9 %         | 1,5 %         |
| селяни                      | 96 985      | 57,4 %         | 34,2 %       |                | 3,2 %         |               |
| усього                      | 247 723     | 54,2 %         | 22,2 %       | 12,1 %         | 6,7 %         | 1,8 %         |
|                             |             |                |              |                |               |               |

Найбільші мовно-станові групи населення Києва у 1897 р.
| мова            | стан                        | кількість | % населення |
| --------------- | --------------------------- | --------- | ----------- |
| російськомовні  | селяни                      | 55 661    | 22,5 %      |
| російськомовні  | міщани                      | 45 648    | 18,4 %      |
| україномовні    | селяни                      | 33 170    | 13,4 %      |
| єврейськомовні  | міщани                      | 26 474    | 10,7 %      |
| україномовні    | міщани                      | 16 973    | 6,9 %       |
| російськомовні  | спадкові дворяни            | 11 741    | 4,7 %       |
| російськомовні  | особисті дворяни, чиновники | 10 147    | 4,1 %       |
| польськомовні   | міщани                      | 5 814     | 2,3 %       |
| польськомовні   | спадкові дворяни            | 5 583     | 2,3 %       |
| російськомовні  | почесні громадяни           | 3 554     | 1,4 %       |
| польськомовні   | селяни                      | 3 129     | 1,3 %       |
| російськомовні  | купці                       | 2 307     | 0,9 %       |
| російськомовні  | християнське духовенство    | 2 243     | 0,9 %       |
| єврейськомовні  | купці                       | 2 238     | 0,9 %       |
| білоруськомовні | селяни                      | 1 796     | 0,7 %       |
| німецькомовні   | міщани                      | 1 472     | 0,6 %       |
| україномовні    | християнське духовенство    | 1 467     | 0,6 %       |
| німецькомовні   | іноземні піддані            | 1 310     | 0,5 %       |
| україномовні    | особисті дворяни, чиновники | 965       | 0,4 %       |
| україномовні    | спадкові дворяни            | 907       | 0,4 %       |
| польськомовні   | спадкові дворяни            | 862       | 0,3 %       |
| польськомовні   | іноземні піддані            | 826       | 0,3 %       |
| україномовні    | почесні громадяни           | 825       | 0,3 %       |
| білоруськомовні | міщани                      | 806       | 0,3 %       |
| татарськомовні  | селяни                      | 790       | 0,3 %       |
| російськомовні  | військові козаки            | 736       | 0,3 %       |
| німецькомовні   | селяни                      | 683       | 0,3 %       |
| башкирськомовні | селяни                      | 664       | 0,3 %       |
| російськомовні  | іноземні піддані            | 649       | 0,3 %       |
| чеськомовні     | іноземні піддані            | 555       | 0,2 %       |
| єврейськомовні  | селяни                      | 452       | 0,2 %       |
| французькомовні | іноземні піддані            | 379       | 0,2 %       |
| єврейськомовні  | почесні громадяни           | 328       | 0,1 %       |
| німецькомовні   | спадкові дворяни            | 263       | 0,1 %       |
| німецькомовні   | особисті дворяни, чиновники | 250       | 0,1 %       |
| єврейськомовні  | особисті дворяни, чиновники | 202       | 0,1 %       |
| німецькомовні   | купці                       | 198       | 0,1 %       |
| чеськомовні     | міщани                      | 182       | 0,1 %       |
| татарськомовні  | міщани                      | 180       | 0,1 %       |
| чеськомовні     | селяни                      | 163       | 0,1 %       |
| польськомовні   | почесні громадяни           | 161       | 0,1 %       |
| україномовні    | купці                       | 152       | 0,1 %       |
| німецькомовні   | почесні громадяни           | 120       | 0,0 %       |
| інше            | інше                        | 3 659     | 1,5 %       |
| не вказано мову | -                           | 163       | 0,1 %       |
| -               | не вказано стан             | 906       | 0,4 %       |

### Одноденний перепис 1874 року
Рідна мова населення Києва за даними одноденного перепису 1874 р.
- руська без уточнення наріччя — 48 437 (39,49 %)
- українська — 38 553 (31,43 %)
- єврейська — 12 917 (10,53 %)
- великоруська — 9 736 (7,94 %)
- польська — 7 863 (6,41 %)
- німецька — 2 583 (2,11 %)
- французька — 369 (0,30 %)

## Релігійний склад

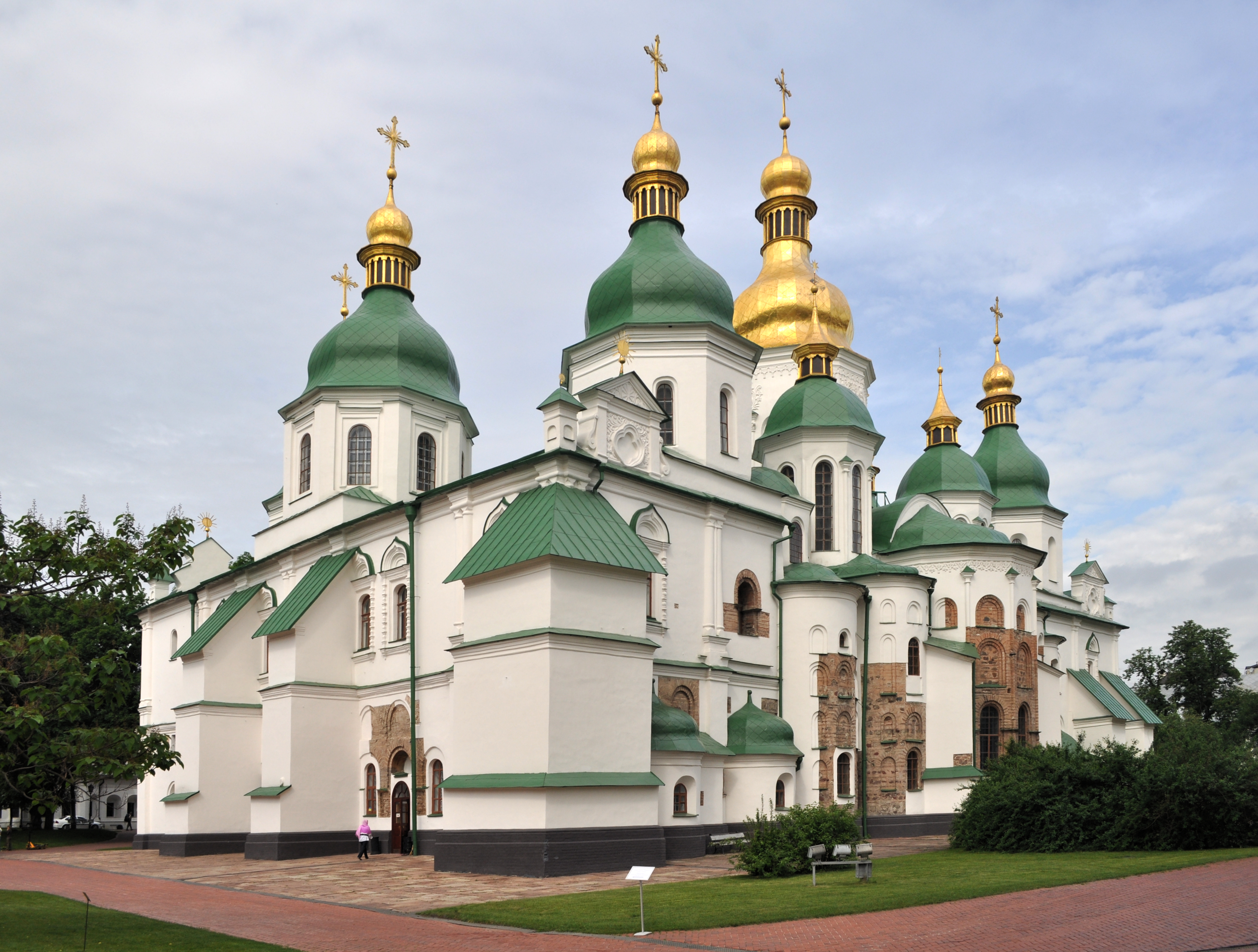
Православний Софійський собор

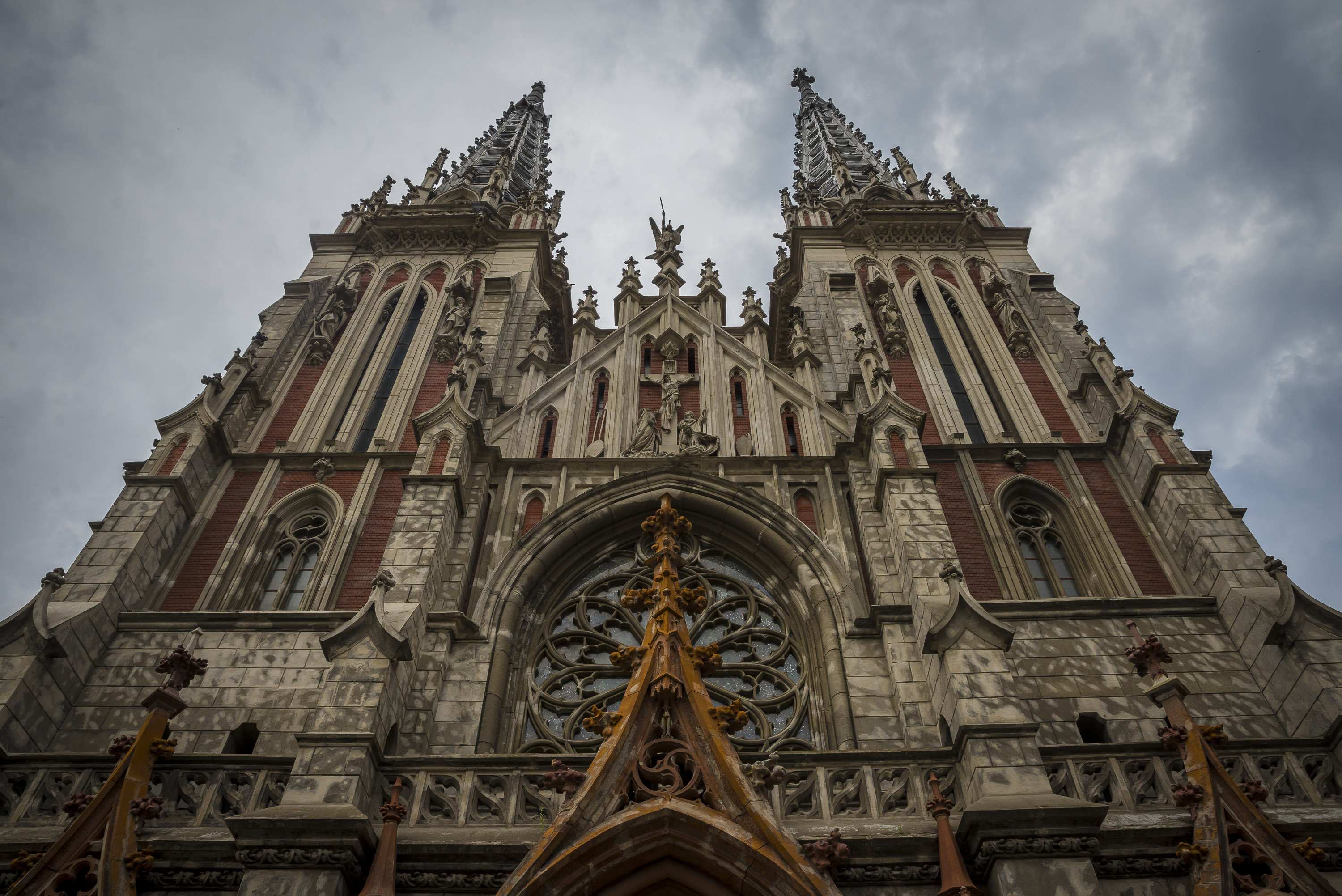
Католицький костел святого Миколая

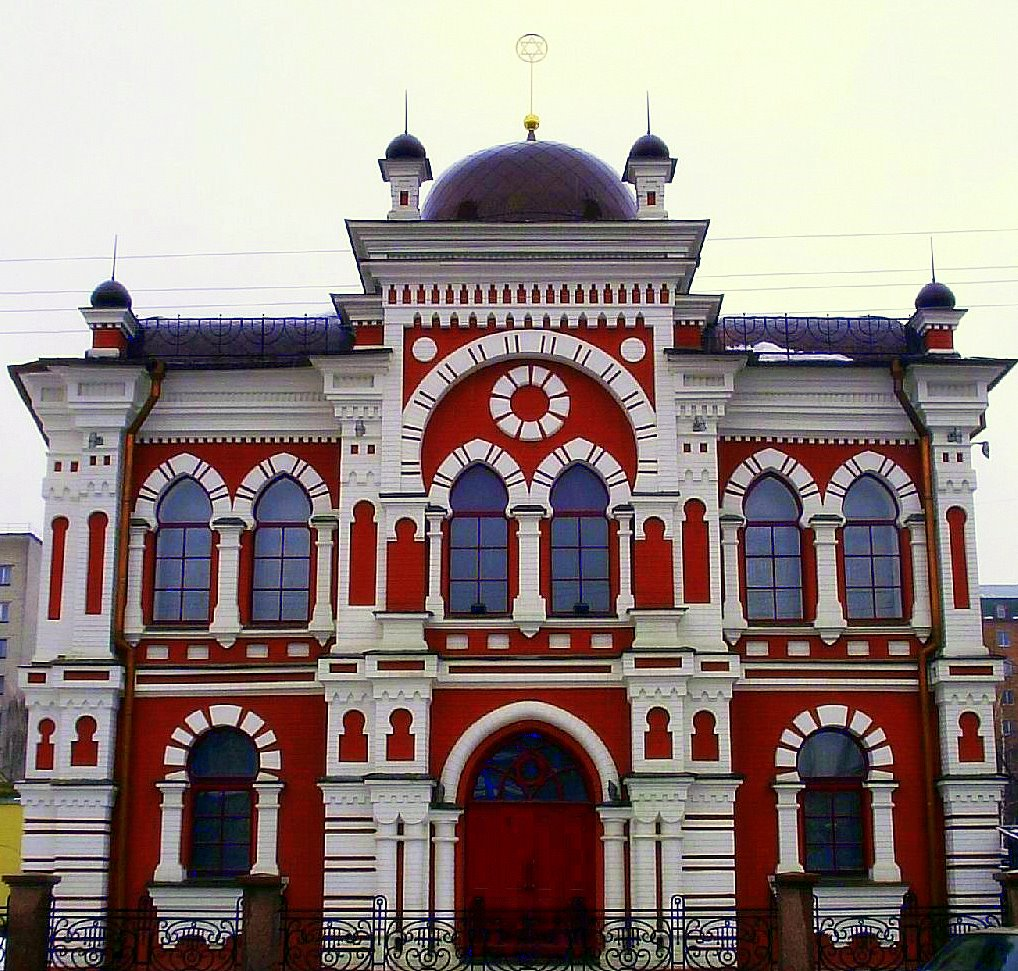
Велика хоральна синагога на Подолі

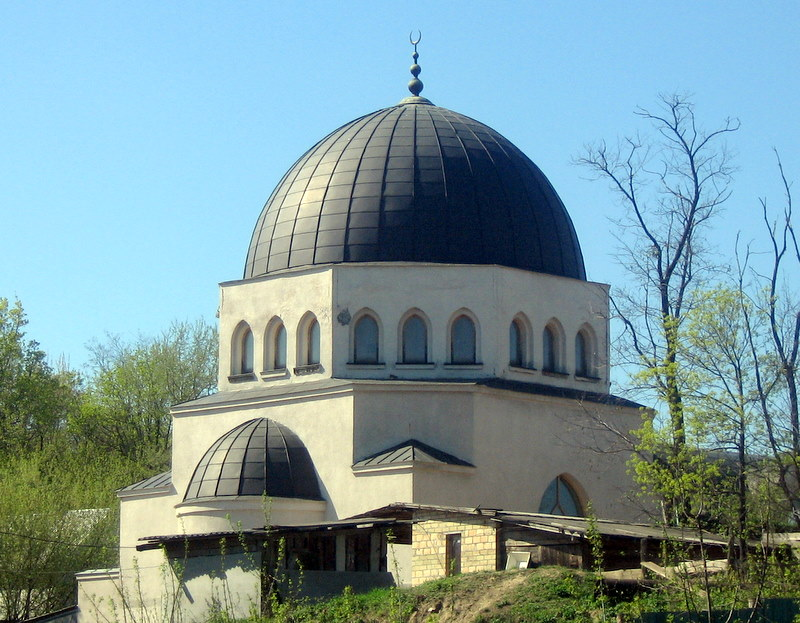
Мусульманська мечеть Ар-Рахма

За релігійною ознакою, 2006 року 64 % мешканців Києва назвали себе віруючими. Основну масу віруючих жителів Києва становлять православні християни, які є парафіянами УПЦ КП (67 % віруючих) та УПЦ МП (18 %). Порівняно невелика частина віруючих або належить до яких-небудь інших конфесій (3 %), або взагалі вагаються ідентифікувати себе з якоюсь певною конфесією (12 %).
Кількість зареєстрованих релігійних громад у Києві станом на 2010 р.
- Протестантські — 263
- Українська православна церква (Московський патріархат) — 219
- Українська православна церква Київського патріархату — 106
- Українська автокефальна православна церква — 23
- Українська греко-католицька церква — 14
- Мусульманські — 12
- Свідків Єгови — 11
- Юдейські — 9
- Римо-католицька Церква — 8
- Мормонів — 1
- Вірменської апостольської церкви — 1
- Інші — 76
- Усього — 780

### Перепис населення Російської імперії 1897 року
Релігійний склад Києва за переписом 1897 р.
- православні — 187 935 (75,86 %)
- юдеї 32 093 (12,96 %)
- римо-католики — 19 230 (7,76 %)
- протестанти — 4 708 (1,90 %)
- старообрядці — 1 835 (0,74 %)
- магометани — 1 757 (0,71 %)
- інші християни — 145 (0,06 %)
- не християни — 20 (0,01 %)

Релігійний склад основних мовних груп за переписом 1897 р.
- російськомовні — православні 96,2 %, юдеї 1,5 %, старообрядці 1,3 %, католики 0,7 %, протестанти 0,4 %
- україномовні — православні 99,1 %, католики 0,6 %
- єврейськомовні — юдеї 99,7 %, православні 0,3 %
- польськомовні — католики 97,1 %, православні 1,7 %, протестанти 1,0 %, юдеї 0,2 %
- німецькомовні — протестанти 85,2 %, католики 11,6 %, православні 2,3 %

Релігійний склад серед вікових груп Києва за переписом 1897 р.
|             | 1—9 років | 10—19 років | 20—29 років | 40—49 років | 60—69 років | 80—89 років |
| православні | 72,4 %    | 75,6 %      | 76,8 %      | 75,3 %      | 76,2 %      | 78,5 %      |
| юдеї        | 19,4 %    | 15,7 %      | 12,7 %      | 11,2 %      | 8,4 %       | 6,8 %       |
| католики    | 5,7 %     | 6,4 %       | 7,8 %       | 9,9 %       | 12,0 %      | 11,6 %      |
|             |           |             |             |             |             |             |

### Одноденний перепис 1874 року
Релігійний склад Києва за переписом 1897 р.
- православні — 98 698 (77,48 %)
- юдеї 13 803 (10,85 %)
- римо-католики — 10 409 (8,18 %)
- протестанти — 2 740 (2,15 %)
- старообрядці — 1 182 (0,93 %)
- караїми — 154 (0,12 %
- магометани — 86 (0,07 %)
- греко-католики — 31 (0,02 %)
- язичники — 3 (0,002 %)

Мовний склад основних релігійних груп за переписом 1874 р.
- православні — 99,35 % — україномовні та російськомовні, 0,24 % — польськомовні
- юдеї — 96,38 % — єврейськомовні, 2,98 % — україно- та російськомовні
- католики — 74,83 % — польськомовні, 15,88 % — україно- та російськомовні, 4,04 % німецькомовні
- протестанти — 80,65 % — німецькомовні, 9,80 % — україно- та російськомовні, 2,40 % — польськомовні

Релігійний склад основних мовних груп за переписом 1874 р.
- україномовні та російськомовні — православні 96,42 %, католики 1,56 %, старовіри 1,31 %, юдеї 0,42 %, протестанти 0,27 %
- єврейськомовні — юдеї 99,25 %, протестанти 0,98 %, православні 0,54 %, католики 0,03 %
- польськомовні — католики 96,40 %, православні 2,57 %, протестанти 0,85 %, юдеї 0,18 %
- німецькомовні — протестанти 80,73 %, католики 14,57 %, православні 2,83 %, юдеї 1,61 %

## Місце народження населення
Більша частина киян не є корінними мешканцями Києва. Так, за переписом 2001 р. більше 52 % населення були народжені не у Києві, а за переписом 1989 р. таких було майже 57 %. Серед народжених за межами Києва найбільш чисельними є уродженці Київської області (12,5 % населення у 2001 р.), а також Житомирської (4,6 %) та Чернігівської (3,8 %) і інших областей центральної України. Чисельною групою є і уродженці Росії, які становили у 2001 р. 8,1 % населення Києва (у 1989 р. ‒ 10,5 %), поступаючись за чисельністю (207 тис.) тільки уродженцям Києва (1230 тис.) та Київської області (321 тис.)
Характерною особливістю останніх десятиліть є:
- Поступове зростання у населенні питомої ваги уродженців Києва (від післявоєнного мінімуму у 1950—1970х роках до 43 % у 1989 р. і 48 % у 2001 р.)
- Зменшення питомої ваги уродженців традиційних регіонів-донорів населення, областей центральної України (з 33,3 % у 1989 р. до 30,4 % у 2001)
- Збільшення питомої ваги уродженців південних, східних та західних областей, що раніше були представлені слабо. Так, частка уродженців цих регіонів зросла з 7,5 % у 1989 р. до 8,6 % у 2001 р. При цьому питома вага уродженців п'яти східних областей зросла з 3,7 % до 4 %, семи західних з 2,2 % до 2,8 %, чотирьох південних з 1,6 % до 1,8 %.
- Зменшення кількості і питомої ваги уродженців держав СНД, їх частка у населенні з 13,6 % у 1989 р. знизилася до 10,4 % у 2001 р.

### Переписи 1989 і 2001рр.

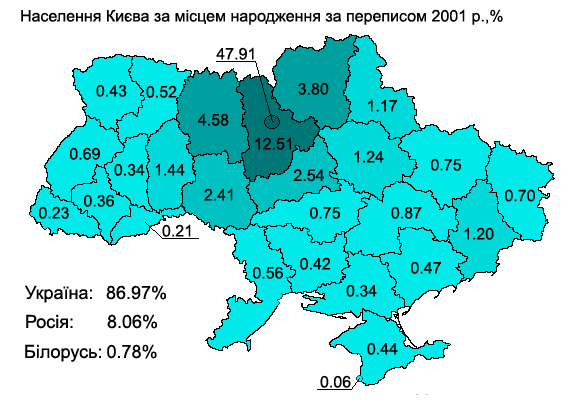
Місце народження населення Києва за переписом 2001 р.

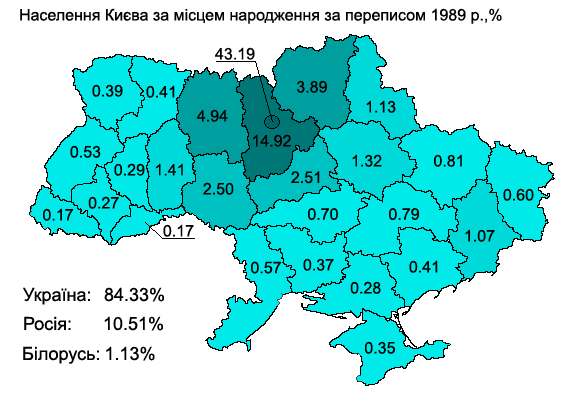
Місце народження населення Києва за переписом 1989 р.

Населення Києва за місцем народження
| Народилися на території    | Чисельність, 2001 р. | % населення, 2001 р. | Чисельність, 1989 р. | % населення, 1989 р. |
| України                    | 2 232 454            | 87,0 %               | 2 188 860            | 84,3 %               |
| м. Києва                   | 1 229 826            | 47,9 %               | 1 121 021            | 43,2 %               |
| Київської області          | 321 145              | 12,5 %               | 387 285              | 14,9 %               |
| Житомирської області       | 117 672              | 4,6 %                | 128 107              | 4,9 %                |
| Чернігівської області      | 97 479               | 3,8 %                | 100 871              | 3,9 %                |
| Черкаської області         | 65 327               | 2,5 %                | 65 024               | 2,5 %                |
| Вінницької області         | 61 911               | 2,4 %                | 65 010               | 2,5 %                |
| Хмельницької області       | 36 978               | 1,4 %                | 36 708               | 1,4 %                |
| Полтавської області        | 31 938               | 1,2 %                | 34 277               | 1,3 %                |
| Донецької області          | 30 870               | 1,2 %                | 27 726               | 1,1 %                |
| Сумської області           | 30 134               | 1,2 %                | 29 358               | 1,1 %                |
| Дніпропетровської області  | 22 458               | 0,9 %                | 20 510               | 0,8 %                |
| Кіровоградської області    | 19 300               | 0,8 %                | 18 141               | 0,7 %                |
| Харківської області        | 19 142               | 0,7 %                | 21 036               | 0,8 %                |
| Луганської області         | 17 968               | 0,7 %                | 15 598               | 0,6 %                |
| Львівської області         | 17 616               | 0,7 %                | 13 841               | 0,5 %                |
| Одеської області           | 14 489               | 0,6 %                | 14 793               | 0,6 %                |
| Рівненської області        | 13 298               | 0,5 %                | 10 598               | 0,4 %                |
| Запорізької області        | 12 151               | 0,5 %                | 10 748               | 0,4 %                |
| Автономної Республіки Крим | 11 168               | 0,4 %                | 9 150                | 0,4 %                |
| Волинської області         | 10 970               | 0,4 %                | 10 124               | 0,4 %                |
| Миколаївської області      | 10 906               | 0,4 %                | 9 655                | 0,4 %                |
| Івано-Франківської області | 9 294                | 0,4 %                | 6 907                | 0,3 %                |
| Тернопільської області     | 8 793                | 0,3 %                | 7 424                | 0,3 %                |
| Херсонської області        | 8 720                | 0,3 %                | 7 271                | 0,3 %                |
| Закарпатської області      | 5 889                | 0,2 %                | 4 420                | 0,2 %                |
| Чернівецької області       | 5 351                | 0,2 %                | 4 491                | 0,2 %                |
| Севастополя (міськрада)    | 1 661                | 0,1 %                | [ 40 ]               |                      |
| Інших держав               | 293 127              | 11,4 %               | 406 684              | 15,7 %               |
| Російської Федерації       | 207 006              | 8,1 %                | 272 836              | 10,5 %               |
| Білорусі                   | 19 990               | 0,8 %                | 29 425               | 1,1 %                |
| Казахстану                 | 12 035               | 0,5 %                | 17 029               | 0,7 %                |
| Німеччини                  | 7 753                | 0,3 %                |                      |                      |
| Азербайджану               | 5 947                | 0,2 %                | 6 075                | 0,2 %                |
| Молдови                    | 5 762                | 0,2 %                | 7 026                | 0,3 %                |
| Узбекистану                | 5 413                | 0,2 %                | 7 782                | 0,3 %                |
| Грузії                     | 5 237                | 0,2 %                | 5 856                | 0,2 %                |
|                            |                      |                      |                      |                      |

| Народилися на території    | 1989    | 2001    |
| Києва                      | 43,19 % | 47,91 % |
| Київської обл              | 14,92 % | 12,51 % |
| інших центральних областей | 18,40 % | 17,93 % |
| східних областей           | 3,68 %  | 3,99 %  |
| західних областей          | 2,23 %  | 2,78 %  |
| південних областей         | 1,57 %  | 1,82 %  |
|                            |         |         |

### Перепис 1897 року
За переписом 1897 р. населення Києва за місцем народження розподілялося так:
- народжені у Києві та Київському повіті — 79 972 осіб (32,3 %)
- народжені у інших регіонах — 167 751 (67,7 %), у тому числі:
  - в інших повітах Київської губернії — 44 721 (18,1 %)
  - в інших губерніях сучасної території України — 51 908 (21,0 %)
  - у великоросійських губернії Європейської частини РІ — 41 211 (16,6 %)
  - у білоруських губерніях — 14 649 (5,9 %)
  - у Привислинських губерніях — 4 605 (1,9 %)
  - у губерніях Кавказу — 808 (0,3 %)
  - у Середній Азії — 799 (0,3 %)
  - у губерніях Сибіру — 377 (0,15 %)
  - у Фінляндії — 75 (0,03 %)
  - в інших державах — 3 216 (1,3 %)
    - у тому числі в Австро-Угорщині — 1 408 (0,6 %)

### Одноденний перепис 1874 року
За даними одноденного перепису населення Києва 1874 р. його населення за місцем народження розподілялося так:
- народжені в Києві та передмістях — 36 005 осіб (28,3 %)
- народжені в інших регіонах — 91 103 (71,7 %), у тому числі:
  - у південноросійських губерніях — 57 865 (45,5 %)
  - у великоросійських губерніях — 16 872 (13,3 %)
  - у білоруських губерніях — 10 515 (8,3 %)
  - у Привислинських губерніях — 2 371 (1,9 %)
  - у губерніях Кавказу — 270 (0,2 %)
  - у губерніях Сибіру — 189 (0,15 %)
  - у Фінляндії — 90 (0,1 %)
  - в інших державах — 2 170 (1,7 %)

Частка уродженців Києва у частинах міста за переписом 1874 року
- Печерськ — 15,9 %
- Дворцова — 19,2 %
- Старокиївська — 20,0 %
- Подільська — 22,4 %
- Либідська — 28,8 %
- Плоске — 38,5 %
- Лук'янівський квартал — 44,8 %
- Куренівський квартал — 63,8 %

Частка місцевих уродженців у передмістях за переписом 1874 року
- Солом'янка — 27,8 %
- Деміївка — 32,6 %
- Шулявка — 35,2 %
- Байкова гора — 49,5 %

## Вікова структура
Середній вік населення Києва, років
|      | Обидві статі | чоловіки | жінки |
| 1990 | 34,0         | 32,1     | 35,7  |
| 1995 | 35,3         | 33,4     | 37,0  |
| 2000 | 36,8         | 34,9     | 38,6  |
| 2005 | 38,1         | 36,1     | 39,9  |
| 2010 | 38,8         | 36,6     | 40,6  |
| 2012 | 39,1         | 36,9     | 40,9  |

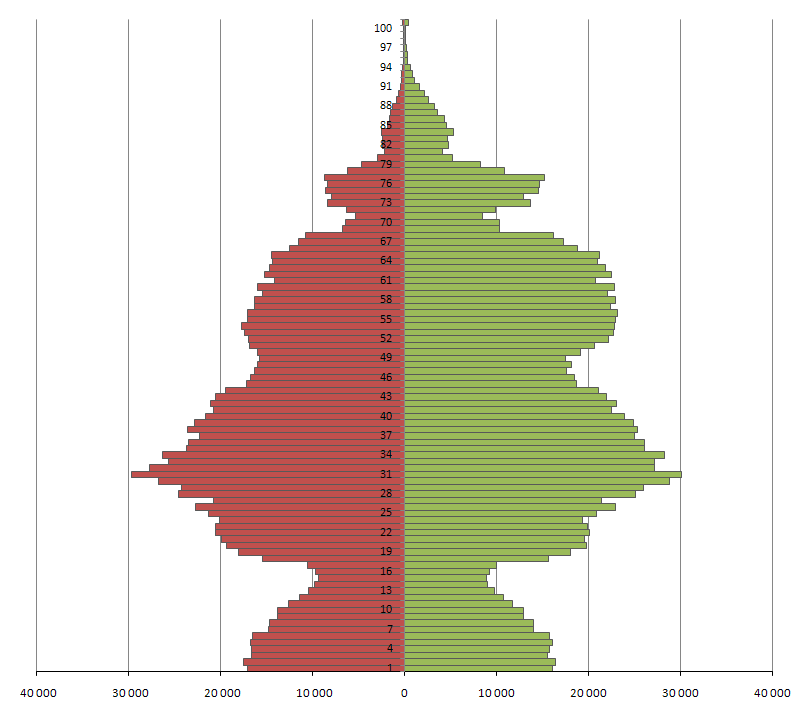
Статево-вікова піраміда населення Києва у 2014 р.

Частка різних вікових груп у населенні за даними переписів
| Вік, років | 1874   | 1897   | 1926   | 1939   | 1959   | 1970   | 1989   | 2001   |
| ---------- | ------ | ------ | ------ | ------ | ------ | ------ | ------ | ------ |
| 0—19       | 36,0 % | 35,1 % | 34,6 % | 30,8 % | 28,2 % | 28,8 % | 29,2 % | 23,2 % |
| 20—39      | 43,1 % | 43,8 % | 41,6 % | 42,4 % | 37,4 % | 36,5 % | 34,3 % | 32,1 % |
| 40—59      | 17,0 % | 15,9 % | 17,9 % | 20,4 % | 24,4 % | 22,8 % | 23,7 % | 28,5 % |
| 60+        | 3,9 %  | 5,1 %  | 5,8 %  | 6,5 %  | 10,0 % | 11,8 % | 12,7 % | 16,2 % |

| Вік, років    | 1874    | 1897    | 1926    | 1939    | 1959    | 1970    | 1989    | 2001    |
| ------------- | ------- | ------- | ------- | ------- | ------- | ------- | ------- | ------- |
| 0—9           | 16,7 %  | 16,3 %  | 17,2 %  | 14,0 %  | 13,5 %  | 13,5 %  | 14,5 %  | 7,7 %   |
| 10—19         | 19,3 %  | 18,8 %  | 19,6 %  | 18,5 %  | 14,5 %  | 15,3 %  | 14,7 %  | 15,5 %  |
| 20—29         | 26,3 %  | 28,8 %  | 23,5 %  | 23,0 %  | 20,4 %  | 18,9 %  | 16,4 %  | 17,7 %  |
| 30—39         | 16,8 %  | 15,0 %  | 16,8 %  | 18,3 %  | 17,1 %  | 17,6 %  | 18,0 %  | 14,4 %  |
| 40—49         | 10,7 %  | 9,6 %   | 11,2 %  | 11,9 %  | 13,6 %  | 13,2 %  | 12,9 %  | 16,5 %  |
| 50—59         | 6,3 %   | 6,3 %   | 6,8 %   | 7,9 %   | 10,8 %  | 9,6 %   | 10,7 %  | 12,0 %  |
| 60—69         | 2,8 %   | 3,4 %   | 3,3 %   | 4,5 %   | 6,3 %   | 7,4 %   | 7,2 %   | 9,4 %   |
| 70—79         | 0,9 %   | 1,4 %   | 1,2 %   | 1,6 %   | 3,1 %   | 3,3 %   | 4,0 %   | 5,1 %   |
| 80+           | 0,2 %   | 0,3 %   | 0,3 %   | 0,2 %   | 0,7 %   | 1,0 %   | 1,5 %   | 1,7 %   |
| вік невідомий | 0,1 %   | 0,1 %   | 0,3 %   | 0,0 %   | 0,0 %   | 0,1 %   | 0,0 %   | 0,0 %   |
| усе населення | 100,0 % | 100,0 % | 100,0 % | 100,0 % | 100,0 % | 100,0 % | 100,0 % | 100,0 % |

Динаміка чисельності вікових груп населення Києва за переписами
| Вік, років    | 1874    | 1897    | 1926    | 1939    | 1959      | 1970      | 1989      | 2001      |
| ------------- | ------- | ------- | ------- | ------- | --------- | --------- | --------- | --------- |
| 0—9           | 21 233  | 40 324  | 95 233  | 118 244 | 148 946   | 219 707   | 372 972   | 198 116   |
| 10—19         | 24 578  | 46 666  | 108 620 | 156 370 | 160 665   | 250 412   | 378 816   | 397 745   |
| 20—29         | 33 447  | 71 302  | 130 510 | 194 806 | 225 291   | 308 323   | 421 387   | 454 771   |
| 30—39         | 21 326  | 37 194  | 92 947  | 155 226 | 188 506   | 287 267   | 461 857   | 368 977   |
| 40—49         | 13 611  | 23 818  | 61 971  | 101 101 | 150 495   | 215 917   | 332 910   | 422 679   |
| 50—59         | 7 970   | 15 534  | 37 856  | 67 178  | 119 503   | 156 001   | 276 442   | 309 065   |
| 60—69         | 3 506   | 8 452   | 18 175  | 38 400  | 69 425    | 121 206   | 186 059   | 242 324   |
| 70—79         | 1 154   | 3 415   | 6 468   | 13 206  | 33 972    | 54 389    | 102 181   | 130 819   |
| 80+           | 300     | 846     | 1 405   | 1 987   | 7 496     | 17 113    | 38 695    | 42 420    |
| вік невідомий | 126     | 169     | 1 476   | 206     | 43        | 1 673     | 896       | 37        |
| усе населення | 127 251 | 247 720 | 554 661 | 846 724 | 1 104 342 | 1 632 008 | 2 572 215 | 2 566 953 |

## Тривалість життя
Населення Києва має найвищу середню очікувану тривалість життя при народженні серед усіх регіонів України. У 2011 році тривалість життя (74,1 років) перевищувала середньоукраїнський показник на 3,1 роки, в тому числі серед чоловіків (70,0 років) на 4 роки, серед жінок (77,9 років) на 2 роки.
Середня очікувана тривалість життя при народженні у Києві, років
|           | обидві статі | чоловіки | жінки |
| 1995—1996 | 68,26        | 63,31    | 73,24 |
| 1996—1997 | 68,28        | 63,37    | 73,22 |
| 1997—1998 | 69,71        | 65,08    | 74,13 |
| 1998—1999 | 71,07        | 66,9     | 75,07 |
| 1999—2000 | 71,17        | 66,97    | 75,22 |
| 2000—2001 | 71,21        | 67       | 75,26 |
| 2002—2003 | 71,25        | 66,31    | 75,96 |
| 2003—2004 | 71,46        | 66,6     | 76,09 |
| 2004—2005 | 71,35        | 66,37    | 76,14 |
| 2005—2006 | 71,25        | 66,2     | 76,09 |
| 2006—2007 | 71,27        | 66,26    | 75,99 |
| 2007—2008 | 71,52        | 66,5     | 76,28 |
| 2008—2009 | 72,72        | 68,04    | 77,02 |
| 2009—2010 | 73,66        | 69,35    | 77,58 |
| 2011      | 74,15        | 69,96    | 77,87 |
|           |              |          |       |

## Домогосподарства

### Кількість та розмір
Кількість домогосподарств Києва за величиною (кількістю осіб) у 2001 р.
|      | Усього    | 1       | 2       | 3       | 4       | 5      | 6      | 7      | 8      | 9      | 10+    | Середній розмір домогосподарства (осіб) |
| ---- | --------- | ------- | ------- | ------- | ------- | ------ | ------ | ------ | ------ | ------ | ------ | --------------------------------------- |
| 2001 | 1 016 001 | 288 208 | 251 912 | 247 469 | 163 059 | 45 189 | 14 288 | 3 744  | 1 250  | 481    | 401    | 2,5                                     |
|      |           | 28,37 % | 24,79 % | 24,36 % | 16,05 % | 4,45 % | 1,41 % | 0,37 % | 0,12 % | 0,05 % | 0,04 % |                                         |

Кількість домогосподарств Києва, що складаються більш ніж з 1 особи, за величиною
|      | Усього  | 2       | 3       | 4       | 5      | 6      | 7     | 8     | 9   | 10+ | Середній розмір домогосподарства (осіб) |
| ---- | ------- | ------- | ------- | ------- | ------ | ------ | ----- | ----- | --- | --- | --------------------------------------- |
| 1979 | 567 193 | 164 810 | 205 480 | 151 382 | 36 925 | 9 803  | 2 660 | 878   | 332 | 223 | 3,2                                     |
| 1989 | 706 450 | 214 610 | 231 339 | 194 169 | 45 896 | 14 189 | 3 959 | 1 353 | 517 | 418 | 3,2                                     |
| 2001 | 727 793 | 251 912 | 247 469 | 163 059 | 45 189 | 14 288 | 3 744 | 1 250 | 481 | 401 | 3,1                                     |

Кількість мононаціональних і змішаних домогосподарств Києва та їх величина за переписами
|      | Усього  | розмір домогосподарств | українські | розмір домогосподарств | російські | розмір домогосподарств | єврейські | розмір домогосподарств | змішані домогосподарства | розмір домогосподарств |
| ---- | ------- | ---------------------- | ---------- | ---------------------- | --------- | ---------------------- | --------- | ---------------------- | ------------------------ | ---------------------- |
| 1979 | 567 193 | 3,2                    | 300 032    | 3,2                    | 60 777    | 2,9                    | 32 243    | 2,9                    | 171 105                  | 3,4                    |
| 1989 | 706 450 | 3,2                    | 400 500    | 3,2                    | 66 364    | 2,8                    | 23 222    | 2,8                    | 213 183                  | 3,4                    |
| 2001 | 727 793 | 3,1                    | 495 085    | 3,1                    | 40 543    | 2,7                    | 2 430     | 2,5                    | 173 786                  | 3,2                    |

### Тип житлових приміщень
Розподіл індивідуальних домогосподарств Києва за типами зайнятих житлових приміщень за результатами перепису 2001 р.:
- окрема квартира — 843 605 домогосподарств (93,94 %), 2 219 700 осіб (94,01 %)
- загальна (комунальна квартира) — 30 358 домогосподарств (3,38 %), 69 699 осіб (2,95 %)
- індивідуальний будинок — 13 166 домогосподарств (1,47 %), 42 060 осіб (1,78 %)
- частина індивідуального будинку — 10 853 домогосподарств (1,21 %), 29 648 осіб (1,26 %)

## Зайнятість
Сфери зайнятості населення Києва за переписом 2001 року
| сфера діяльності                                                                 | зайнятих  | частка, % |
| -------------------------------------------------------------------------------- | --------- | --------- |
| Оптова та роздрібна торгівля; торгівля транспортними засобами; послуги з ремонту | 190 728   | 17,4      |
| Обробна промисловість                                                            | 179 502   | 16,4 %    |
| Операції з нерухомістю, здавання під найм та послуги юридичним особам            | 107 941   | 9,9       |
| Державне управління                                                              | 101 424   | 9,3       |
| Освіта                                                                           | 99 283    | 9,1       |
| Транспорт і зв'язок                                                              | 79 480    | 7,3       |
| Будівництво                                                                      | 76 740    | 7,0       |
| Охорона здоров'я та соціальна допомога                                           | 76 434    | 7,0       |
| Колективні, громадські та особисті послуги                                       | 72 515    | 6,6       |
| Виробництво електроенергії, газу та води                                         | 28 568    | 2,6       |
| Фінансова діяльність                                                             | 27 416    | 2,5       |
| Готелі та ресторани                                                              | 22 442    | 2,0       |
| Неточно вказали або не вказали вид діяльності                                    | 18 965    | 1,7       |
| Сільське господарство, мисливство та лісове господарство                         | 7 087     | 0,6       |
| Екстериторіальна діяльність                                                      | 3 226     | 0,3       |
| Послуги домашньої прислуги                                                       | 2 094     | 0,2       |
| Добувна промисловість                                                            | 695       | 0,1       |
| Рибне господарство                                                               | 258       | 0,0       |
| Усього зайнятих економічною діяльністю                                           | 1 094 798 | 100,0     |

Розподіл зайнятого населення Києва за сферами зайнятості у 2008 рр., тис.
|                                                                                     | зайнятих, тис. | частка, % |
| ----------------------------------------------------------------------------------- | -------------- | --------- |
| Торгівля, ремонт, готельна та ресторанна діяльність                                 | 347,4          | 24,5      |
| Операції з нерухомим майном                                                         | 230,4          | 16,2      |
| Промисловість                                                                       | 179,6          | 12,6      |
| Державне управління                                                                 | 120,4          | 8,5       |
| Освіта                                                                              | 119,7          | 8,4       |
| Будівництво                                                                         | 98,6           | 6,9       |
| Діяльність транспорту та зв'язку                                                    | 92,3           | 6,5       |
| Фінансова діяльність                                                                | 85,6           | 6,0       |
| Охорона здоров'я                                                                    | 73,6           | 5,2       |
| Надання комунальних та індивідуальних послуг, діяльність у сфері культури та спорту | 69,1           | 4,9       |
| Сільське господарство                                                               | 3,5            | 0,2       |
| Усього зайнятих                                                                     | 1420,2         | 100,0     |

Зайнятість населення Києва наприкінці XIX ст. (за даними перепису населення 1897 р.)
- Приватна діяльність і служба, прислуга, поденники — 23,9 %
- Збройні сили — 15,0 %
- Виготовлення одягу — 7,5 %
- Доходи з капіталу і нерухомого майна, засоби батьків та родичів — 6,2 %
- Доходи від казни, громадських установ та приватних осіб — 4,6 %
- Будівництво, ремонт і утримання житлових приміщень — 3,7 %
- Торгівля продуктами сільського господарства (крім зернових) — 3,5 %
- Обробка металів — 3,3 %
- Візницький промисел — 2,7 %
- Обробка дерева — 2,2 %
- Богослужіння — 2,1 %
- Навчальна і виховна діяльність — 1,9 %
- Адміністрація, суд, поліція — 1,7 %
- Зайняття пов'язані з чистотою та гігієною тіла — 1,5 %
- Обробка рослинних і тваринних поживних продуктів — 1,5 %
- Землеробство — 1,4 %
- Лікарняна і санітарна діяльність — 1,4 %
- Трактири, вітальні, клуби — 1,3 %
- Торгівля загалом, без точного визначення — 1,3 %
- Поліграфічні виробництва — 1,3 %
- Залізниця — 1,0 %
- Інше — 11,0 %

## Рівень освіти
Історична динаміка рівня грамотності населення Києва
- 1874 ‒  37,5 % (чол.  45,2 %, жін.  27,5 %)
- 1897 ‒  55,4 % (чол.  63,3 %, жін.  45,8 %)
- 1919 ‒  76,1 % (чол.  84,4 %, жін  69,9 %)
- 1939 ‒  93,0 % (чол.  96,9 %, жін.  89,7 %)
- 2001 ‒  99,9 % (чол.  99,93 %, жін.  99,88 %)

### Перепис 2001р.
Розподіл населення Києва за віком та рівнем освіти за даними перепису населення 2001 р.
|                   | повна вища | неповна вища | повна загальна середня | неповна середня | без початковою загальної | неписьменні |
| Усе населення     | 26,2 %     | 19,8 %       | 31,4 %                 | 16,5 %          | 4,1 %                    | 0,09 %      |
| 6—9 р             |            |              |                        | 3,3 %           | 96,0 %                   | 0,10 %      |
| 10—14 р           |            |              |                        | 94,8 %          | 4,4 %                    | 0,08 %      |
| 15—19 р           |            | 3,1 %        | 57,6 %                 | 37,9 %          | 0,1 %                    | 0,06 %      |
| 20—24 р           | 18,2 %     | 28,6 %       | 46,1 %                 | 4,8 %           | 0,1 %                    | 0,05 %      |
| 25—29 р           | 36,2 %     | 24,5 %       | 32,7 %                 | 4,5 %           | 0,1 %                    | 0,05 %      |
| 30—34 р           | 35,6 %     | 26,1 %       | 32,2 %                 | 3,5 %           | 0,1 %                    | 0,04 %      |
| 35—39 р           | 36,0 %     | 26,3 %       | 32,4 %                 | 2,8 %           | 0,1 %                    | 0,03 %      |
| 40—44 р           | 34,4 %     | 26,5 %       | 34,0 %                 | 2,9 %           | 0,0 %                    | 0,02 %      |
| 45—49 р           | 34,7 %     | 25,3 %       | 34,4 %                 | 3,5 %           | 0,0 %                    | 0,02 %      |
| 50—54 р           | 35,4 %     | 24,9 %       | 32,9 %                 | 4,6 %           | 0,1 %                    | 0,01 %      |
| 55—59 р           | 36,1 %     | 23,2 %       | 30,4 %                 | 8,0 %           | 0,1 %                    | 0,02 %      |
| 60—64 р           | 37,0 %     | 21,0 %       | 26,2 %                 | 13,6 %          | 0,3 %                    | 0,03 %      |
| 65—69 р           | 35,5 %     | 18,9 %       | 21,8 %                 | 21,0 %          | 1,1 %                    | 0,10 %      |
| 70 років і старші | 25,6 %     | 16,2 %       | 18,0 %                 | 33,8 %          | 3,6 %                    | 0,76 %      |
|                   |            |              |                        |                 |                          |             |

### Київський перепис 1919р.

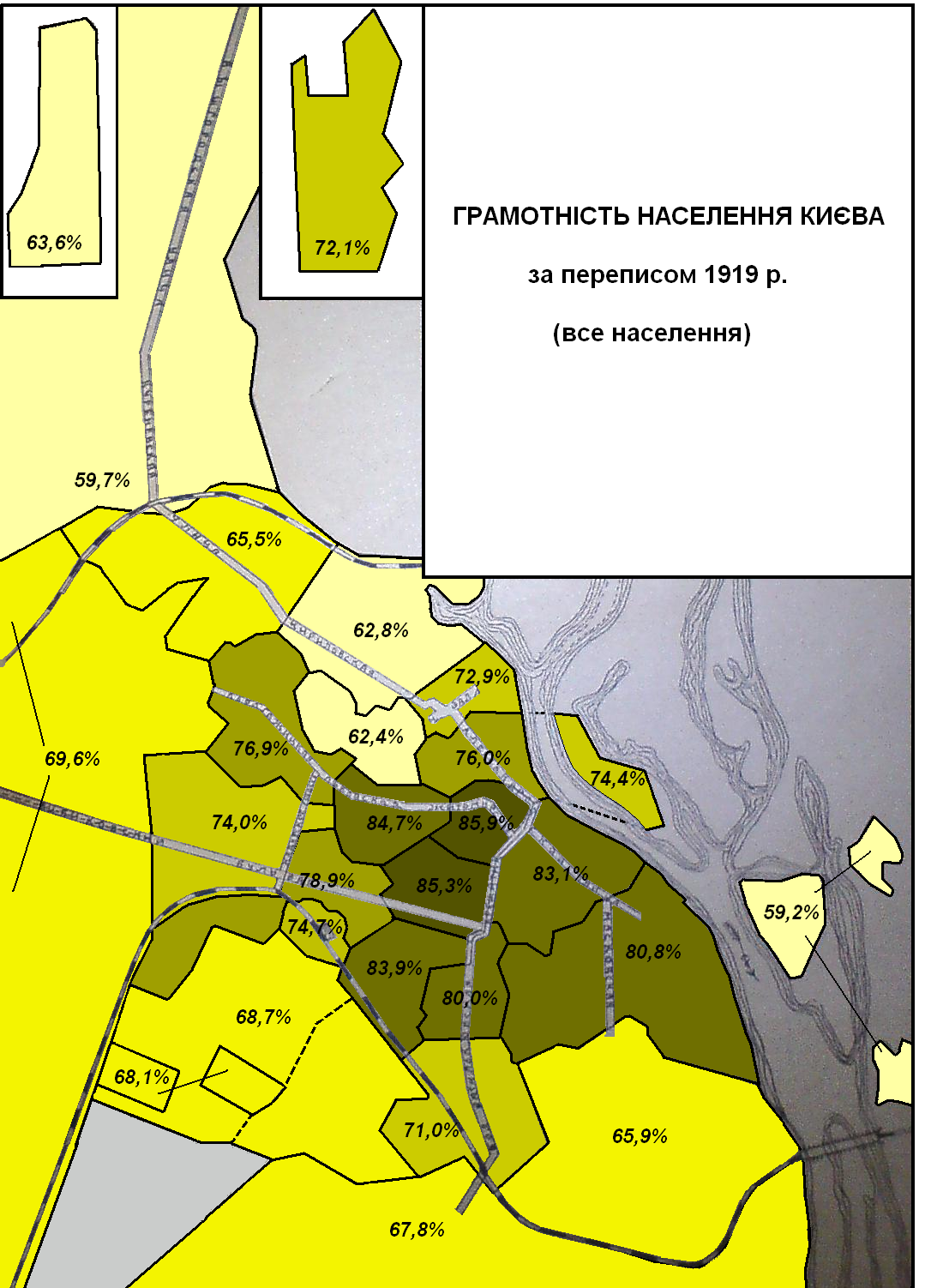
Відсоток грамотних серед населення районів Києва в 1919 р.

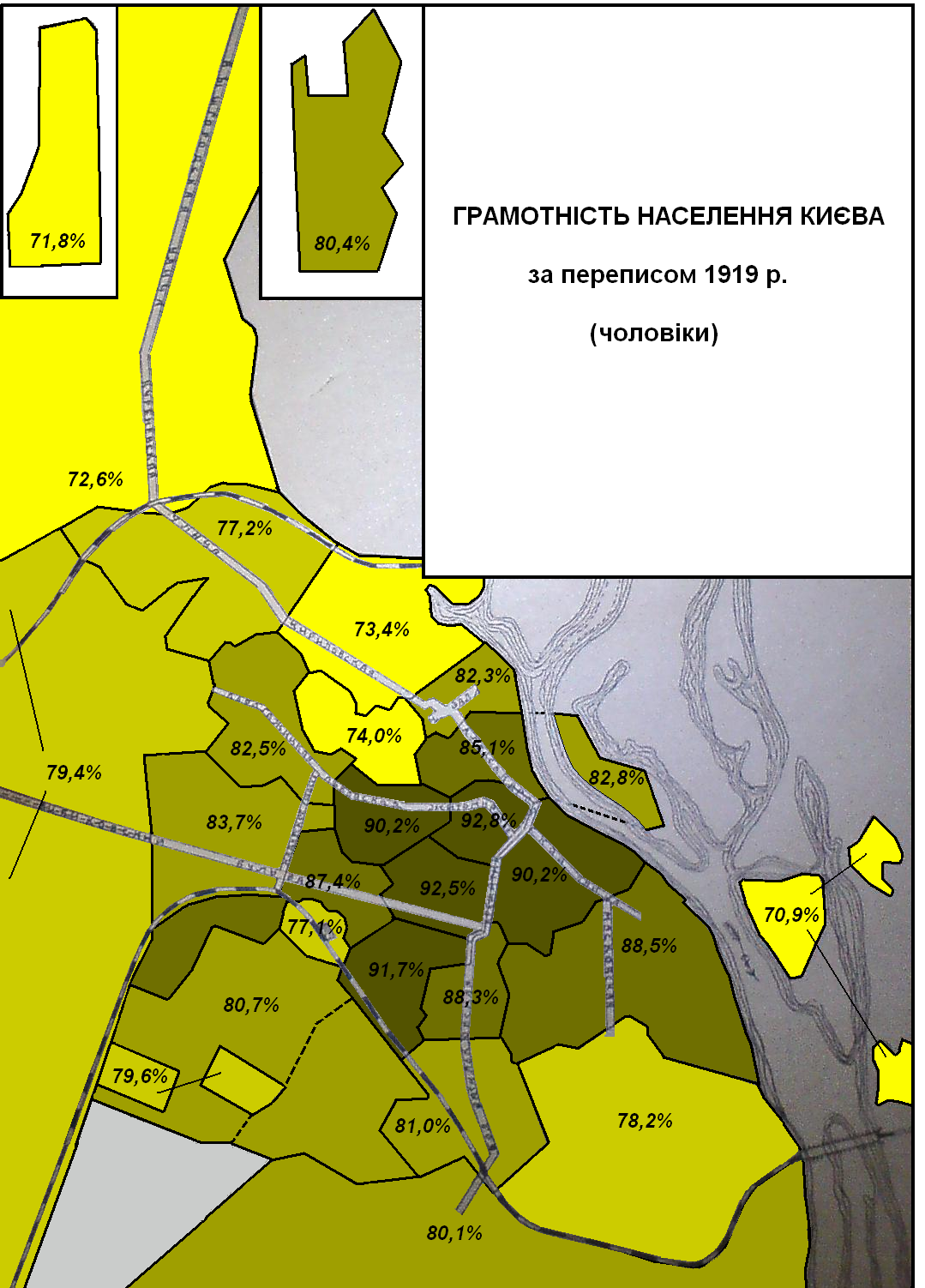
Відсоток грамотних серед чоловічого населення районів Києва в 1919 р.

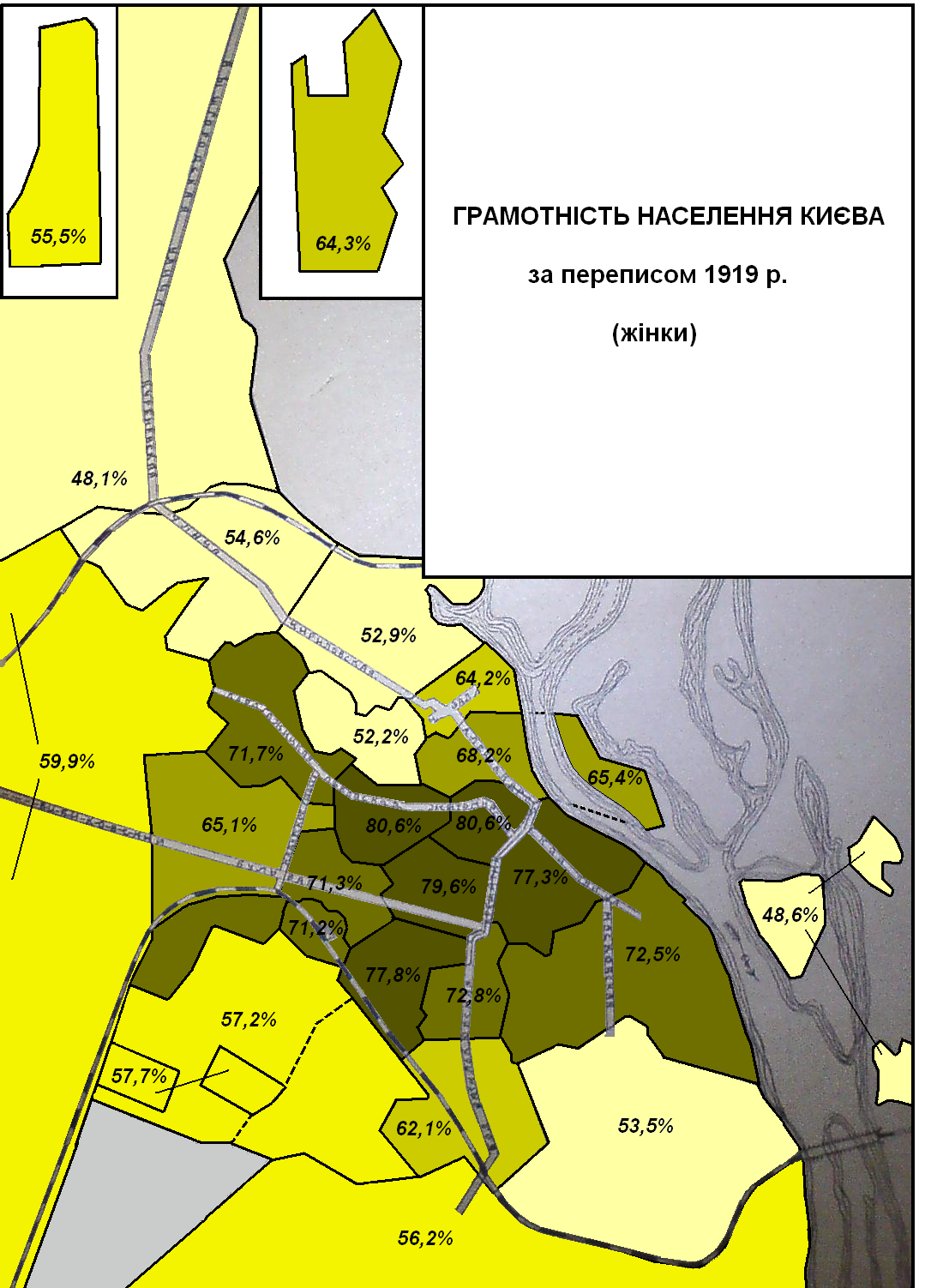
Відсоток грамотних серед жіночого населення районів Києва в 1919 р.

Відсоток грамотних серед національностей Києва у 1919 р.
- поляки — 86,0 % (чоловіки — 89,9 %, жінки — 82,8 %)
- євреї — 85,3 % (чоловіки — 90,3 %, жінки — 80,6 %)
- росіяни — 73,4 % (чоловіки — 82,7 %, жінки — 65,9 %)
- малоруси — 71,1 % (чоловіки — 83,6 %, жінки — 59,4 %)
- українці — 70,8 % (чоловіки — 84,0 %, жінки — 57,8 %)
- усе населення — 76,5 % (чоловіки — 85,4 %, жінки — 68,6 %)

Рівень грамотності населення в районах та місцевостях Києва в 1919 р.
| Місцевість                           | Чисельність населення | Грамотних | Неграмотних | Грамотність невідома |
| Фундукліївська                       | 31 663                | 85,3 %    | 13,9 %      | 0,8 %                |
| Старокиївська                        | 34 300                | 85,9 %    | 13,4 %      | 0,7 %                |
| Дворцова                             | 29 388                | 83,1 %    | 14,9 %      | 2,0 %                |
| Троїцька                             | 31 156                | 80,0 %    | 18,4 %      | 1,6 %                |
| Тарасівська                          | 30 634                | 83,9 %    | 15,4 %      | 0,6 %                |
| Галицька                             | 29 786                | 78,9 %    | 20,0 %      | 1,1 %                |
| Львівська                            | 34 130                | 84,7 %    | 13,0 %      | 2,3 %                |
| Гостино-Двірна                       | 25 524                | 76,0 %    | 23,0 %      | 1,0 %                |
| Печерськ                             | 17 052                | 80,8 %    | 17,0 %      | 2,2 %                |
| Окраїно-Либідьська                   | 29 926                | 71,0 %    | 26,7 %      | 2,3 %                |
| Солом'янська                         | 23 919                | 68,7 %    | 28,5 %      | 2,8 %                |
| Шулявка                              | 20 359                | 74,0 %    | 24,6 %      | 1,4 %                |
| Лук'янівка                           | 17 850                | 76,9 %    | 19,8 %      | 3,3 %                |
| Глубочиця                            | 18 918                | 62,4 %    | 36,8 %      | 0,7 %                |
| Плоска                               | 27 038                | 62,8 %    | 35,2 %      | 2,0 %                |
| Подільська                           | 29 402                | 72,9 %    | 24,7 %      | 2,4 %                |
| Звіринець                            | 5 902                 | 65,9 %    | 33,0 %      | 1,2 %                |
| Сирець-Дачна                         | 7 679                 | 69,6 %    | 29,1 %      | 1,4 %                |
| Куренівка                            | 8 603                 | 65,5 %    | 32,6 %      | 1,9 %                |
| Пріорка                              | 5 474                 | 59,7 %    | 37,4 %      | 2,9 %                |
| Слобідки                             | 13 773                | 59,2 %    | 38,6 %      | 2,2 %                |
| Деміївка                             | 22 734                | 67,8 %    | 31,8 %      | 0,4 %                |
| Святошино                            | 4 666                 | 72,1 %    | 27,4 %      | 0,5 %                |
| Пуща Водиця                          | 2 694                 | 63,6 %    | 35,5 %      | 0,9 %                |
| Труханів острів                      | 3 174                 | 74,4 %    | 22,8 %      | 2,7 %                |
| Смуга відчуження                     | 1 661                 | 74,7 %    | 19,1 %      | 6,2 %                |
| Олексадрівська слобідка та Чоколівка | 2 205                 | 68,1 %    | 31,2 %      | 0,7 %                |
|                                      |                       |           |             |                      |

### Перепис 1897р.
Грамотність населення Києва за статтю та віковими групами за переписом 1897 р.
| вік    | чоловіки | жінки  |
| 1—9    | 19,1 %   | 17,1 % |
| 10—19  | 82,0 %   | 64,7 % |
| 20—29  | 69,5 %   | 55,7 % |
| 30—39  | 71,7 %   | 50,1 % |
| 40—49  | 68,7 %   | 43,9 % |
| 50—59  | 64,7 %   | 39,3 % |
| 60—69  | 63,3 %   | 38,8 % |
| 70—79  | 53,4 %   | 39,5 % |
| 80—89  | 45,0 %   | 26,8 % |
| 90—99  | 47,4 %   | 21,5 % |
| усього | 63,3 %   | 45,8 % |
|        |          |        |

Грамотність серед найбільш чисельних мовних груп за переписом 1897 р.
- Україномовні: чоловіки 55,7 %, жінки 27,5 %
- Єврейськомовні: чоловіки 62,3 %, жінки 40,7 %
- Німецькомовні: чоловіки 79,8 %, жінки 86,7 %
- Польськомовні: чоловіки 79,6 %, жінки 75,0 %
- Російськомовні: чоловіки 65,0 %, жінки 48,4 %

Грамотність серед найбільш чисельних мовно-релігійних груп за переписом 1897 р.
| мова       | релігійна приналежність | чисельность мовно- релігійної групи | відсоток грамотних |
| російська  | юдеї                    | 1 958                               | 84,5 %             |
| німецька   | протестанти             | 3 708                               | 83,5 %             |
| німецька   | католики                | 506                                 | 80,8 %             |
| польська   | католики                | 16 102                              | 77,5 %             |
| російська  | католики                | 895                                 | 71,5 %             |
| польська   | православні             | 276                                 | 63,4 %             |
| російська  | православні             | 129 203                             | 56,7 %             |
| російська  | старообрядці            | 1 728                               | 53,1 %             |
| їдиш       | юдеї                    | 29 837                              | 52,1 %             |
| українська | католики                | 352                                 | 49,1 %             |
| білоруська | православні             | 2 692                               | 47,7 %             |
| українська | православні             | 54 590                              | 43,7 %             |
|            |                         |                                     |                    |

Частка населення з освітою вище початкової серед мовних груп Києва за переписом 1897 р.
- німецькомовні — 26,3 % (чоловіки — 30,1 %, жінки — 22,3 %)
- польськомовні — 23,2 % (чоловіки — 33,3 %, жінки — 12,3 %)
- російськомовні — 14,9 % (чоловіки — 17,3 %, жінки — 12,1 %)
- єврейськомовні — 5,3 % (чоловіки — 6,2 %, жінки — 4,3 %)
- україномовні — 5,0 % (чоловіки — 5,3 %, жінки — 4,5 %)

### Одноденний перепис 1874р.
За даними одноденного перепису населення Києва з 127 133 осіб було зафіксовано 47 679 осіб (37,5 %) грамотних (що вміли читати та писати), у тому числі серед чоловіків 47,2 %, серед жінок 27,5 %. Крім того, існувало і напівграмотне населення (що вміло тільки читати), якого налічувалося 8 652 осіб (6,8 %), серед чоловіків 7,6 %, серед жінок 5,8 %. Повністю неписьменними були 70 802 осіб (55,7 % населення), у тому числі 47,2 % чоловіків та 66,7 % жінок.
Кількість та частка населення за ступенями освіти у 1874 р..
| Освіта    | чоловіки | чоловіки | жінки | жінки  | усього | усього |
| вища      | 1 748    | 2,8 %    | 18    | 0,0 %  | 1 766  | 1,5 %  |
| середня   | 3 969    | 6,3 %    | 2 032 | 3,7 %  | 6 001  | 5,1 %  |
| нижча     | 3 686    | 5,9 %    | 1 759 | 3,2 %  | 5 445  | 4,6 %  |
| початкова | 10 352   | 16,5 %   | 5 230 | 9,5 %  | 15 582 | 13,2 % |
| усього    | 19 755   | 31,5 %   | 9 039 | 16,4 % | 28 794 | 24,4 % |
|           |          |          |       |        |        |        |

Відсоток грамотних серед основних релігійних груп населення Києва за переписом 1874 р.:
- Протестанти — 77,0 % (чоловіки — 77,0 %, жінки — 77,0 %)
- Католики — 70,8 % (чоловіки — 73,9 %, жінки — 67,6 %)
- Юдеї — 41,5 % (чоловіки — 56,7 %, жінки — 24,2 %)
- Православні — 40,5 % (чоловіки — 49,6 %, жінки — 29,9 %)
- Старовіри — 36,3 % (чоловіки — 45,0 %, жінки — 22,5 %)

Відсоток грамотних серед представників суспільних станів Києва за переписом 1874 р.:
|          | привілейовані | купці  | міщани | селяни | військові чини | іноземці | інші   |
| чоловіки | 88,0 %        | 81,1 % | 47,8 % | 30,9 % | 47,5 %         | 77,6 %   | 25,6 % |
| жінки    | 80,4 %        | 63,9 % | 21,5 % | 14,5 % | 11,7 %         | 75,1 %   | 16,2 % |
| усього   | 84,3 %        | 73,1 % | 34,6 % | 24,0 % | 35,8 %         | 76,5 %   | 22,2 % |
|          |               |        |        |        |                |          |        |

## Рух населення
Показники народжуваності, смертності та природного приросту населення у 1960—2014 рр.
| коефіцієнт (на 1000 осіб) | 1960 | 1990 | 2000 | 2010 | 2014 |
| ------------------------- | ---- | ---- | ---- | ---- | ---- |
| народжуваності            | 17,4 | 12,0 | 7,3  | 11,5 | 12,1 |
| смертності                | 6,8  | 8,6  | 10,2 | 10,3 | 10,4 |
| природного приросту       | 10,6 | 3,4  | -2,9 | 1,2  | 1,7  |

### Народжуваність

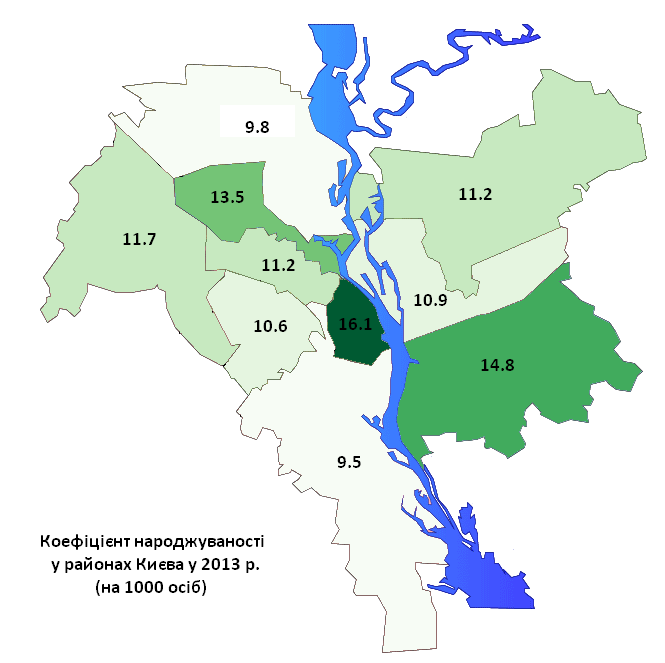
Коефіцієнт народжуваності у районах Києва в 2013 р.

Народжуваність населення Києва в 1990—2013 рр. характеризувалася наступними показниками
| Рік  | Кількість народжених | на 1000 осіб | коеф.фертильності | позашлюбна народжуваність |
| 1990 | 31 632               | 12,0         | 1,5               |                           |
| 1991 | 28 981               | 10,9         | 1,4               |                           |
| 1992 | 25 632               | 9,7          | 1,2               |                           |
| 1993 | 22 853               | 8,6          | 1,1               |                           |
| 1994 | 21 507               | 8,1          | 1,1               |                           |
| 1995 | 21 115               | 8,0          | 1,029             | 14,9 %                    |
| 1996 | 20 039               | 7,6          | 0,996             | 15,8 %                    |
| 1997 | 19 648               | 7,5          | 0,975             | 16,4 %                    |
| 1998 | 18 304               | 7,0          | 0,905             | 17,5 %                    |
| 1999 | 18 323               | 7,0          | 0,899             | 18,0 %                    |
| 2000 | 18 954               | 7,3          | 0,921             | 17,9 %                    |
| 2001 | 19 360               | 7,4          | 0,869             | 18,1 %                    |
| 2002 | 21 156               | 8,1          | 0,953             | 18,2 %                    |
| 2003 | 23 275               | 8,8          | 1,030             | 18,5 %                    |
| 2004 | 25 884               | 9,8          | 1,118             | 18,8 %                    |
| 2005 | 26 258               | 9,8          | 1,113             | 18,3 %                    |
| 2006 | 28 101               | 10,4         | 1,172             | 17,6 %                    |
| 2007 | 28 445               | 10,4         | 1,174             | 17,8 %                    |
| 2008 | 31 965               | 11,6         | 1,306             | 16,5 %                    |
| 2009 | 32 488               | 11,7         | 1,315             | 16,6 %                    |
| 2010 | 32 082               | 11,5         | 1,296             | 16,3 %                    |
| 2011 | 32 068               | 11,4         | 1,301             | 16,3 %                    |
| 2012 | 33 887               | 12,0         | 1,381             |                           |
| 2013 | 33 305               | 11,7         |                   |                           |

Коефіцієнти народжуваності за віком матері (число народжених на 1000 жінок відповідного віку)
| Рік  | 15—49 років | 15—19 років | 20—24 роки | 25—29 років | 30—34 роки | 35—39 років | 40—44 роки | 45—49 років | Сумарний коефіцієнт народжуваності |
| 1995 | 27,8        | 28,9        | 85,2       | 54,9        | 25,6       | 9,3         | 1,8        | 0,1         | 1,029                              |
| 1996 | 26,5        | 26,4        | 83,7       | 54,3        | 24,5       | 8,5         | 1,6        | 0,1         | 0,996                              |
| 1997 | 26,0        | 22,2        | 80,9       | 55,9        | 24,7       | 9,7         | 1,4        | 0,1         | 0,975                              |
| 1998 | 24,2        | 19,0        | 71,6       | 54,2        | 25,5       | 8,7         | 1,8        | 0,1         | 0,905                              |
| 1999 | 24,2        | 16,4        | 69,2       | 57,2        | 26,2       | 8,9         | 1,8        | 0,0         | 0,899                              |
| 2000 | 24,9        | 14,3        | 67,4       | 61,9        | 29,1       | 9,5         | 1,8        | 0,1         | 0,921                              |
| 2001 | 25,0        | 12,2        | 60,6       | 58,1        | 30,5       | 10,5        | 1,8        | 0,1         | 0,869                              |
| 2002 | 27,4        | 13,4        | 63,0       | 65,6        | 34,2       | 12,1        | 2,1        | 0,1         | 0,953                              |
| 2003 | 30,1        | 13,3        | 64,4       | 72,0        | 39,8       | 14,0        | 2,3        | 0,2         | 1,030                              |
| 2004 | 33,2        | 14,0        | 66,4       | 79,6        | 44,6       | 16,2        | 2,7        | 0,1         | 1,118                              |
| 2005 | 33,5        | 12,4        | 62,1       | 79,0        | 47,6       | 18,2        | 3,0        | 0,2         | 1,113                              |
| 2006 | 35,7        | 11,9        | 61,6       | 85,1        | 51,2       | 20,7        | 3,5        | 0,3         | 1,172                              |
| 2007 | 36,1        | 11,2        | 57,8       | 84,8        | 53,9       | 22,8        | 3,9        | 0,3         | 1,174                              |
| 2008 | 40,6        | 12,2        | 62,4       | 92,4        | 61,1       | 27,8        | 4,8        | 0,5         | 1,306                              |
| 2009 | 41,5        | 11,2        | 57,9       | 94,1        | 64,8       | 28,7        | 5,6        | 0,6         | 1,315                              |
| 2010 | 41,4        | 8,9         | 54,6       | 92,7        | 65,6       | 30,1        | 6,7        | 0,6         | 1,296                              |
| 2011 | 41,8        | 8,6         | 51,7       | 93,1        | 67,0       | 31,6        | 7,3        | 0,9         | 1,301                              |
|      |             |             |            |             |            |             |            |             |                                    |

### Смертність

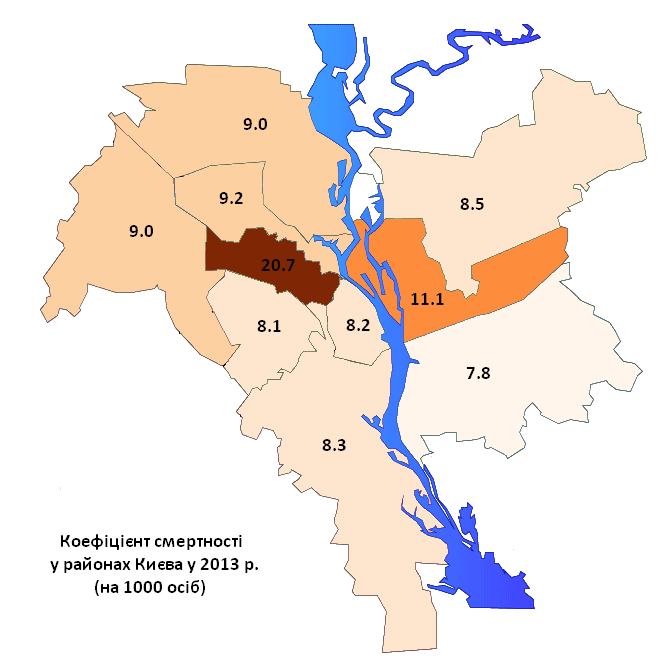
Коефіцієнт смертності у районах Києва в 2013 р.

Показники смертності населення Києва у 1995—2013 рр.
|      | Кількість померлих | на 1000 осіб | смертність дітей у віці до 1 року (на 1000 народжених) |
| 1995 | 30 378             | 11,5         | 14,6                                                   |
| 1996 | 28 322             | 10,8         | 14,7                                                   |
| 1997 | 26 278             | 10,0         | 19,0                                                   |
| 1998 | 25 714             | 9,8          | 13,3                                                   |
| 1999 | 26 042             | 9,9          | 12,6                                                   |
| 2000 | 26 603             | 10,1         | 10,2                                                   |
| 2001 | 27 168             | 10,4         | 9,8                                                    |
| 2002 | 27 641             | 10,6         | 9,4                                                    |
| 2003 | 28 134             | 10,7         | 9,0                                                    |
| 2004 | 28 487             | 10,7         | 6,6                                                    |
| 2005 | 30 075             | 11,2         | 7,5                                                    |
| 2006 | 29 920             | 11,1         | 8,1                                                    |
| 2007 | 31 111             | 11,4         | 9,7                                                    |
| 2008 | 30 067             | 10,9         | 8,9                                                    |
| 2009 | 28 292             | 10,2         | 7,5                                                    |
| 2010 | 28 625             | 10,3         | 7,3                                                    |
| 2011 | 27 050             | 9,6          | 8,0                                                    |
| 2012 | 27 840             | 9,8          | 7,9                                                    |
| 2013 | 28 003             | 9,8          | 8,2                                                    |

Причини смертності населення Києва у 2005—2011 рр.
|      | усього померлих | хвороби систем кровообігу | новоутворення | зовнішні причини смерті | хвороби органів травлення | хвороби органів дихання | деякі інфекційні та паразитарні хвороби |
| 2005 | 30075           | 18650                     | 4752          | 2553                    | 1407                      | 777                     | 535                                     |
| 2006 | 29920           | 18657                     | 4778          | 2302                    | 1558                      | 720                     | 581                                     |
| 2007 | 31111           | 19460                     | 4783          | 2421                    | 1709                      | 728                     | 567                                     |
| 2008 | 30067           | 18663                     | 4749          | 2090                    | 1733                      | 699                     | 659                                     |
| 2009 | 28292           | 17859                     | 4976          | 1611                    | 1527                      | 567                     | 580                                     |
| 2010 | 28625           | 18481                     | 4945          | 1536                    | 1383                      | 532                     | 553                                     |
| 2011 | 27050           | 17177                     | 4930          | 1465                    | 1252                      | 513                     | 591                                     |

### Природний рух

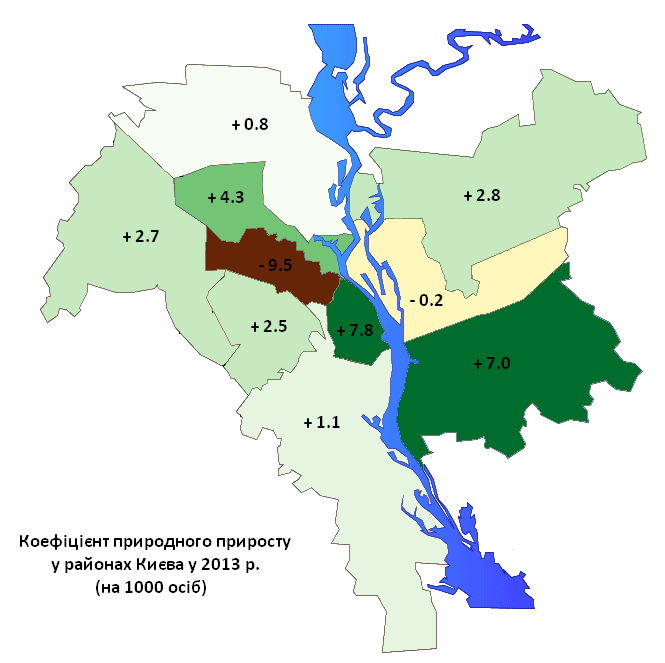
Коефіцієнт природного приросту населення у районах Києва в 2013 р.

Показники природного руху населення Києва у 1990—2013 рр.
| Рік  | Природний рух населення | на 1000 осіб |
| 1990 | + 8 878                 | + 3,4        |
| 1991 | + 4 828                 | + 1,8        |
| 1992 | + 498                   | + 0,2        |
| 1993 | ‒ 4 554                 | ‒ 1,7        |
| 1994 | ‒ 7 032                 | ‒ 2,7        |
| 1995 | ‒ 9 263                 | — 3,5        |
| 1996 | ‒ 8 283                 | ‒ 3,2        |
| 1997 | ‒ 6 630                 | ‒ 2,5        |
| 1998 | ‒ 7 410                 | ‒ 2,8        |
| 1999 | ‒ 7 719                 | ‒ 2,9        |
| 2000 | ‒ 7 649                 | ‒ 2,9        |
| 2001 | ‒ 7 808                 | ‒ 3,0        |
| 2002 | ‒ 6 485                 | ‒ 2,5        |
| 2003 | ‒ 4 859                 | ‒ 1,9        |
| 2004 | ‒ 2 603                 | ‒ 0,9        |
| 2005 | ‒ 3 817                 | ‒ 1,4        |
| 2006 | ‒ 1 819                 | ‒ 0,7        |
| 2007 | ‒ 2 666                 | ‒ 1,0        |
| 2008 | + 1 898                 | + 0,7        |
| 2009 | + 4 196                 | + 1,5        |
| 2010 | + 3 457                 | + 1,2        |
| 2011 | + 5 018                 | + 1,8        |
| 2012 | + 6 047                 | + 2,2        |
| 2013 | + 5 302                 | + 1,9        |

Природний рух населення районів Києва у 2011—2012 рр.
|                      | Кількість народжених | Кількість народжених | Кількість померлих | Кількість померлих | Природний приріст (скорочення) | Природний приріст (скорочення) |
|                      | 2012                 | 2011                 | 2012               | 2011               | 2012                           | 2011                           |
| Голосіївський район  | 2348                 | 2283                 | 1873               | 1803               | +475                           | +480                           |
| Дарницький район     | 4853                 | 4628                 | 2399               | 2337               | +2454                          | +2291                          |
| Деснянський район    | 4296                 | 3980                 | 3068               | 2904               | +1228                          | +1076                          |
| Дніпровський район   | 3819                 | 3661                 | 3878               | 3674               | -59                            | -13                            |
| Оболонський район    | 3247                 | 3037                 | 2787               | 2702               | +460                           | +335                           |
| Печерський район     | 2323                 | 3070                 | 1205               | 1164               | +1118                          | +906                           |
| Подільський район    | 2633                 | 2480                 | 1827               | 1745               | +806                           | +735                           |
| Святошинський район  | 3907                 | 3859                 | 3038               | 2906               | +869                           | +953                           |
| Солом'янський район  | 3834                 | 3556                 | 2942               | 2815               | +892                           | +741                           |
| Шевченківський район | 2627                 | 2514                 | 4823               | 5000               | -2196                          | -2486                          |
| м. Київ              | 33 887               | 32 068               | 27 840             | 27 050             | +6047                          | +5018                          |
|                      |                      |                      |                    |                    |                                |                                |

### Міграція
|           | Міграційний приріст осіб |
| 1989      | + 9 400                  |
| 1990      | + 10 100                 |
| 1991      | + 3 100                  |
| 1992      | + 2 800                  |
| 1993      | + 3 500                  |
| 1994      | - 2 700                  |
| 1995      | + 3 400                  |
| 1996      | + 0                      |
| 1997      | + 2 300                  |
| 1998      | + 400                    |
| 1999      | + 4 700                  |
| 1989—1999 | + 37 000                 |
| 2000      | + 5 500                  |
| 2001      | + 5 100                  |
| 2002      | + 17 806                 |
| 2003      | + 22 200                 |
| 2004      | + 29 974                 |
| 2005      | + 30 640                 |
| 2006      | + 26 691                 |
| 2007      | + 24 803                 |
| 2008      | + 23 400                 |
| 2009      | + 15 404                 |
| 2010      | + 10 611                 |
| 2011      | + 10 041                 |
| 2012      | + 24 718                 |
| 2000—2012 | + 246 888                |